# Turnieje prekwalifikacyjne w koszykówce mężczyzn do Letnich Igrzysk Olimpijskich 2024
W pięciu turniejach prekwalifikacyjnych do Igrzysk Olimpijskich 2024 wzięło udział 35 reprezentacji narodowych, które walczyły o 5 miejsc w turniejach kwalifikacyjnych do Letnich Igrzysk Olimpijskich 2024. Turnieje prekwalifikacyjne zostały rozegrane od 12 do 20 sierpnia 2023. Awans na turnieje kwalifikacyjne do Letnich Igrzysk Olimpijskich uzyskały reprezentacje Kamerunu, Bahamów, Bahrajnu, Polski oraz Chorwacji.

## Format
Turnieje prekwalifikacyjne składały się z pięciu turniejów (dwóch dla strefy europejskiej, po jednym dla strefy afrykańskiej oraz amerykańskiej, a także jednym łączonym dla strefy azjatyckiej i oceanicznej). Do wzięcia udziału w każdym turnieju prekwalifikacyjnym uprawnionych było po osiem reprezentacji, a najlepsza z każdego turnieju uzyskiwała awans na turniej kwalifikacyjny do igrzysk olimpijskich. Do udziału w turnieju strefy afrykańskiej uprawnionych było siedem reprezentacji, które odpadły w drugiej rundzie kwalifikacji strefy afrykańskiej mistrzostw świata 2023 oraz najwyżej sklasyfikowana afrykańska drużyna w rankingu FIBA, która nie awansowała do drugiej rundy kwalifikacji mistrzostw świata. Do udziału w turnieju strefy amerykańskiej uprawnionych było pięć reprezentacji, które odpadły w drugiej rundzie kwalifikacji strefy amerykańskiej mistrzostw świata 2023 oraz trzy najwyżej sklasyfikowane drużyny w rankingu FIBA, które nie awansowały do drugiej rundy kwalifikacji mistrzostw świata. Do wzięcia udziału w turnieju strefy azjatycko–oceanicznej uprawnione były cztery reprezentacje, które odpadły w drugiej rundzie kwalifikacji strefy azjatycko–oceanicznej mistrzostw świata 2023 oraz cztery, które odpadły w pierwszej rundzie kwalifikacji mistrzostw świata. Do udziału w dwóch turniejach strefy europejskiej uprawnionych było dwanaście reprezentacji, które odpadły w drugiej rundzie kwalifikacji strefy europejskiej mistrzostw świata 2023, trzech zwycięzców grup drugiej rundy prekwalifikacji mistrzostw Europy 2025 oraz jedna drużyna najwyżej sklasyfikowana w rankingu FIBA, która wystąpiła w trzeciej rundzie prekwalifikacji mistrzostw Europy 2025.

## Gospodarze
Gospodarzami turniejów prekwalifikacyjnych zostały Nigeria (turniej afrykański), Argentyna (turniej amerykański), Syria (turniej azjatycko–oceaniczny), Polska i Estonia (turniej europejski 1) oraz Turcja (turniej europejski 2).
| Turniej afrykański | Turniej amerykański         | Turniej amerykański     | Turniej azjatycko–oceaniczny | Turniej europejski 1        | Turniej europejski 1 | Turniej europejski 2 |
| Turniej afrykański | Faza grupowa, faza finałowa | Faza grupowa            | Turniej azjatycko–oceaniczny | Faza grupowa, faza finałowa | Faza grupowa         | Turniej europejski 2 |
| Lagos              | Santiago del Estero         | La Banda                | Damaszek                     | Gliwice                     | Tallinn              | Stambuł              |
| Eko Hotel          | Estadio Ciudad              | Estadio Vicente Rosales | Al-Fayhaa Sports Arena       | Arena Gliwice               | Tondiraba Ice Hall   | Sinan Erdem Dome     |
|                    | Pojemność: 5200             | Pojemność: 3900         | Pojemność: 6000              | Pojemność: 10 178           | Pojemność: 7700      | Pojemność: 16 000    |
|                    |                             |                         |                              |                             |                      |                      |

## Turniej afrykański

### Drużyny uczestniczące
Do wzięcia udziału w turnieju strefy afrykańskiej uprawnionych było siedem reprezentacji, które odpadły w drugiej rundzie kwalifikacji strefy afrykańskiej mistrzostw świata 2023 oraz najwyżej sklasyfikowana afrykańska drużyna w rankingu FIBA, która nie awansowała do drugiej rundy kwalifikacji mistrzostw świata. 13 sierpnia federacje Demokratycznej Republiki Kongo oraz Ugandy poinformowały, że ich reprezentacje nie wezmą udziału w turnieju prekwalifikacyjnym.
| Drużyna                       | Sposób kwalifikacji      |
| ----------------------------- | ------------------------ |
| Demokratyczna Republika Konga | II runda kwalifikacji MŚ |
| Gwinea                        | II runda kwalifikacji MŚ |
| Kamerun                       | II runda kwalifikacji MŚ |
| Nigeria                       | II runda kwalifikacji MŚ |
| Senegal                       | II runda kwalifikacji MŚ |
| Tunezja                       | II runda kwalifikacji MŚ |
| Uganda                        | II runda kwalifikacji MŚ |
| Mali                          | Ranking FIBA             |

### Losowanie
Losowanie odbyło się 1 maja 2023. Wszystkie uczestniczące drużyny podzielono na cztery koszyki na podstawie rankingu FIBA.
Podział na koszyki:
| Koszyk 1            | Koszyk 2            | Koszyk 3                                 | Koszyk 4        |
| ------------------- | ------------------- | ---------------------------------------- | --------------- |
| - Nigeria - Tunezja | - Senegal - Kamerun | - Demokratyczna Republika Konga - Uganda | - Mali - Gwinea |

W wyniku losowania wyłoniono następujące grupy:
| Grupa A                             | Grupa B                                                      |
| ----------------------------------- | ------------------------------------------------------------ |
| - Nigeria - Senegal - Uganda - Mali | - Tunezja - Kamerun - Demokratyczna Republika Konga - Gwinea |

### Faza grupowa

#### Grupa A

##### Tabela
| Poz. | Reprezentacja | Pkt | Mecze | Mecze | Mecze | Punkty | Punkty | Punkty | Bilans bezpośrednich meczów |
| Poz. | Reprezentacja | Pkt | M     | Z     | P     | zdob.  | str.   | bilans | Bilans bezpośrednich meczów |
| ---- | ------------- | --- | ----- | ----- | ----- | ------ | ------ | ------ | --------------------------- |
| 1.   | Senegal       | 4   | 2     | 2     | 0     | 167    | 158    | +9     | -                           |
| 2.   | Mali          | 3   | 2     | 1     | 1     | 148    | 142    | +6     | -                           |
| 3.   | Nigeria       | 2   | 2     | 0     | 2     | 155    | 170    | -15    | -                           |

     awans do fazy finałowej

##### Wyniki
| 14 sierpnia 2023 18:00 | Raport | Senegal 93 – 87 Nigeria                          | Senegal 93 – 87 Nigeria | Senegal 93 – 87 Nigeria                   |  | Eko Hotel, Lagos Sędziowie: Amr Aboollo ( EGY), Cherubin Leslie ( MRI), Tonton Banza Kalume ( COD) |
| 14 sierpnia 2023 18:00 | Raport | Rezultaty w kwartach: 25-26, 21-18, 21-24, 26-19 |                         |                                           |  | Eko Hotel, Lagos Sędziowie: Amr Aboollo ( EGY), Cherubin Leslie ( MRI), Tonton Banza Kalume ( COD) |
| 14 sierpnia 2023 18:00 | Raport | Pkt: Ndoye 15 Zb: Diop 8 As: Badio 5             |                         | Pkt: Iroegbu 24 Zb: Metu 10 As: Iroegbu 5 |  | Eko Hotel, Lagos Sędziowie: Amr Aboollo ( EGY), Cherubin Leslie ( MRI), Tonton Banza Kalume ( COD) |

| 15 sierpnia 2023 18:00 | Raport | Nigeria 68 – 77 Mali                                          | Nigeria 68 – 77 Mali | Nigeria 68 – 77 Mali                                                                   |  | Eko Hotel, Lagos Sędziowie: Amir Taboubi ( TUN), Guy Sani Kollo ( CMR), Claudio Eiuba ( ANG) |
| 15 sierpnia 2023 18:00 | Raport | Rezultaty w kwartach: 17-15, 26-23, 18-15, 7-24               |                      |                                                                                        |  | Eko Hotel, Lagos Sędziowie: Amir Taboubi ( TUN), Guy Sani Kollo ( CMR), Claudio Eiuba ( ANG) |
| 15 sierpnia 2023 18:00 | Raport | Pkt: Iroegbu 26 Zb: trzech zawodników po 5 każdy As: Ndugba 6 |                      | Pkt: F. Drame, H. Drame po 14 każdy Zb: F. Drame 10 As: Kante, Youba Konate po 2 każde |  | Eko Hotel, Lagos Sędziowie: Amir Taboubi ( TUN), Guy Sani Kollo ( CMR), Claudio Eiuba ( ANG) |

| 17 sierpnia 2023 18:00 | Raport | Senegal 74 – 71 Mali                             | Senegal 74 – 71 Mali | Senegal 74 – 71 Mali                        |  | Eko Hotel, Lagos Sędziowie: Tonton Banza Kalume ( COD), Didier Gaga ( RWA), Haytham Ihaqaf ( LBA) |
| 17 sierpnia 2023 18:00 | Raport | Rezultaty w kwartach: 19-16, 14-22, 16-16, 25-17 |                      |                                             |  | Eko Hotel, Lagos Sędziowie: Tonton Banza Kalume ( COD), Didier Gaga ( RWA), Haytham Ihaqaf ( LBA) |
| 17 sierpnia 2023 18:00 | Raport | Pkt: Badio 19 Zb: N’Diaye 13 As: Sambe 5         |                      | Pkt: F. Drame 19 Zb: Diarra 14 As: Kante 10 |  | Eko Hotel, Lagos Sędziowie: Tonton Banza Kalume ( COD), Didier Gaga ( RWA), Haytham Ihaqaf ( LBA) |

Godziny meczów podane zostały według czasów lokalnych.

#### Grupa B

##### Tabela
| Poz. | Reprezentacja | Pkt | Mecze | Mecze | Mecze | Punkty | Punkty | Punkty | Bilans bezpośrednich meczów |
| Poz. | Reprezentacja | Pkt | M     | Z     | P     | zdob.  | str.   | bilans | Bilans bezpośrednich meczów |
| ---- | ------------- | --- | ----- | ----- | ----- | ------ | ------ | ------ | --------------------------- |
| 1.   | Kamerun       | 4   | 2     | 2     | 0     | 187    | 144    | +43    | -                           |
| 2.   | Gwinea        | 3   | 2     | 1     | 1     | 169    | 190    | -21    | -                           |
| 3.   | Tunezja       | 2   | 2     | 0     | 2     | 156    | 178    | -22    | -                           |

     awans do fazy finałowej

##### Wyniki
| 15 sierpnia 2023 15:00 | Raport | Kamerun 104 – 74 Gwinea                                | Kamerun 104 – 74 Gwinea | Kamerun 104 – 74 Gwinea                           |  | Eko Hotel, Lagos Sędziowie: Antonio Bernando ( ANG), Hassane Kamaté ( CIV), Walelign Gebeto ( ETH) |
| 15 sierpnia 2023 15:00 | Raport | Rezultaty w kwartach: 19-20, 26-20, 33-19, 26-15       |                         |                                                   |  | Eko Hotel, Lagos Sędziowie: Antonio Bernando ( ANG), Hassane Kamaté ( CIV), Walelign Gebeto ( ETH) |
| 15 sierpnia 2023 15:00 | Raport | Pkt: Ateba 27 Zb: Bayehe, Nyama po 5 każdy As: Hill 11 |                         | Pkt: A. Diallo 25 Zb: A. Diallo 9 As: A. Diallo 9 |  | Eko Hotel, Lagos Sędziowie: Antonio Bernando ( ANG), Hassane Kamaté ( CIV), Walelign Gebeto ( ETH) |

| 16 sierpnia 2023 18:00 | Raport | Tunezja 70 – 83 Kamerun                                  | Tunezja 70 – 83 Kamerun | Tunezja 70 – 83 Kamerun               |  | Eko Hotel, Lagos Sędziowie: Youssouf Maiga ( MLI), Babacar Gueye ( SEN), Diallo Mahamadou ( MLI) |
| 16 sierpnia 2023 18:00 | Raport | Rezultaty w kwartach: 21-19, 18-18, 23-23, 8-23          |                         |                                       |  | Eko Hotel, Lagos Sędziowie: Youssouf Maiga ( MLI), Babacar Gueye ( SEN), Diallo Mahamadou ( MLI) |
| 16 sierpnia 2023 18:00 | Raport | Pkt: Abada 22 Zb: Lahyani 7 As: Abada, Jawadi po 6 każdy |                         | Pkt: Hill 19 Zb: Bayehe 13 As: Hill 5 |  | Eko Hotel, Lagos Sędziowie: Youssouf Maiga ( MLI), Babacar Gueye ( SEN), Diallo Mahamadou ( MLI) |

| 18 sierpnia 2023 18:00 | Raport | Gwinea 95 – 86 Tunezja                                      | Gwinea 95 – 86 Tunezja | Gwinea 95 – 86 Tunezja                  |  | Eko Hotel, Lagos Sędziowie: Kingsley Ojeaburu ( NGA), Cherubin Leslie ( MRI), Antonio Bernando ( ANG) |
| 18 sierpnia 2023 18:00 | Raport | Rezultaty w kwartach: 20-21, 29-20, 25-18, 21-27            |                        |                                         |  | Eko Hotel, Lagos Sędziowie: Kingsley Ojeaburu ( NGA), Cherubin Leslie ( MRI), Antonio Bernando ( ANG) |
| 18 sierpnia 2023 18:00 | Raport | Pkt: Kaba 22 Zb: Sekou-Conde, Kaba po 8 każdy As: Diallo 10 |                        | Pkt: Abada 26 Zb: Lahyani 8 As: Abada 9 |  | Eko Hotel, Lagos Sędziowie: Kingsley Ojeaburu ( NGA), Cherubin Leslie ( MRI), Antonio Bernando ( ANG) |

Godziny meczów podane zostały według czasów lokalnych.

### Faza finałowa
|  |             |          |          |             |    |         |         |       |
|  | Półfinał    | Półfinał | Półfinał |             |    | Finał   | Finał   | Finał |
|  | Półfinał    | Półfinał | Półfinał |             |    | Finał   | Finał   | Finał |
|  | 19 sierpnia |          |          |             |    |         |         |       |
|  |             |          |          |             |    |         |         |       |
|  | Gwinea      | Gwinea   | 60       |             |    |         |         |       |
|  | Gwinea      | Gwinea   | 60       | 20 sierpnia |    |         |         |       |
|  | Senegal     | Senegal  | 100      |             |    |         |         |       |
|  | Senegal     | Senegal  | 100      |             |    | Senegal | Senegal | 74    |
|  | 19 sierpnia |          |          |             |    | Senegal | Senegal | 74    |
|  |             |          | Kamerun  | Kamerun     | 80 |         |         |       |
|  | Kamerun     | Kamerun  | Kamerun  | Kamerun     | 80 | 87      |         |       |
|  | Kamerun     | Kamerun  |          |             |    |         |         |       |
|  | Mali        | Mali     | 70       |             |    |         |         |       |
|  | Mali        | Mali     | 70       |             |    |         |         |       |

#### Wyniki

##### Półfinały
| 19 sierpnia 2023 15:00 | Raport | Kamerun 87 – 70 Mali                             | Kamerun 87 – 70 Mali | Kamerun 87 – 70 Mali                                             |  | Eko Hotel, Lagos Sędziowie: Amr Aboollo ( EGY), Amir Taboubi ( TUN), Cherubin Leslie ( MRI) |
| 19 sierpnia 2023 15:00 | Raport | Rezultaty w kwartach: 27-17, 22-19, 22-11, 16-23 |                      |                                                                  |  | Eko Hotel, Lagos Sędziowie: Amr Aboollo ( EGY), Amir Taboubi ( TUN), Cherubin Leslie ( MRI) |
| 19 sierpnia 2023 15:00 | Raport | Pkt: Hill 21 Zb: Bayehe 8 As: Hill 7             |                      | Pkt: F. Drame 16 Zb: F. Drame, Sissoko po 7 każdy As: H. Drame 6 |  | Eko Hotel, Lagos Sędziowie: Amr Aboollo ( EGY), Amir Taboubi ( TUN), Cherubin Leslie ( MRI) |

| 19 sierpnia 2023 18:00 | Raport | Gwinea 60 – 100 Senegal                          | Gwinea 60 – 100 Senegal | Gwinea 60 – 100 Senegal                  |  | Eko Hotel, Lagos Sędziowie: Hassane Kamaté ( CIV), Walelign Gebeto ( ETH), Haytham Ihaqaf ( LBA) |
| 19 sierpnia 2023 18:00 | Raport | Rezultaty w kwartach: 20-20, 12-25, 13-29, 15-26 |                         |                                          |  | Eko Hotel, Lagos Sędziowie: Hassane Kamaté ( CIV), Walelign Gebeto ( ETH), Haytham Ihaqaf ( LBA) |
| 19 sierpnia 2023 18:00 | Raport | Pkt: A. Diallo 18 Zb: Drame 11 As: Doumbia 5     |                         | Pkt: Badio 20 Zb: N’Diaye 10 As: Badio 8 |  | Eko Hotel, Lagos Sędziowie: Hassane Kamaté ( CIV), Walelign Gebeto ( ETH), Haytham Ihaqaf ( LBA) |

##### Finał
| 20 sierpnia 2023 16:00 | Raport | Senegal 74 – 80 Kamerun                         | Senegal 74 – 80 Kamerun | Senegal 74 – 80 Kamerun                 |  | Eko Hotel, Lagos Sędziowie: Amr Aboollo ( EGY), Antonio Bernando ( ANG), Kingsley Ojeaburu ( NGA) |
| 20 sierpnia 2023 16:00 | Raport | Rezultaty w kwartach: 25-25, 8-22, 21-15, 20-18 |                         |                                         |  | Eko Hotel, Lagos Sędziowie: Amr Aboollo ( EGY), Antonio Bernando ( ANG), Kingsley Ojeaburu ( NGA) |
| 20 sierpnia 2023 16:00 | Raport | Pkt: Ndoye 18 Zb: Ndoye 10 As: Badio 6          |                         | Pkt: Gbetkom 19 Zb: Eboua 7 As: Hill 14 |  | Eko Hotel, Lagos Sędziowie: Amr Aboollo ( EGY), Antonio Bernando ( ANG), Kingsley Ojeaburu ( NGA) |
| 20 sierpnia 2023 16:00 | Raport | Kamerun awansował do turnieju kwalifikacyjnego  |                         |                                         |  | Eko Hotel, Lagos Sędziowie: Amr Aboollo ( EGY), Antonio Bernando ( ANG), Kingsley Ojeaburu ( NGA) |

Godziny meczów podane zostały według czasów lokalnych.

## Turniej amerykański

### Drużyny uczestniczące
Do wzięcia udziału w turnieju strefy amerykańskiej uprawnionych było pięć reprezentacji, które odpadły w drugiej rundzie kwalifikacji strefy amerykańskiej mistrzostw świata 2023 oraz trzy najwyżej sklasyfikowane drużyny w rankingu FIBA, które nie awansowały do drugiej rundy kwalifikacji mistrzostw świata. 10 sierpnia federacja Panamy poinformowała, że jej reprezentacja nie weźmie udziału w turnieju prekwalifikacyjnym.
| Drużyna                              | Sposób kwalifikacji      |
| ------------------------------------ | ------------------------ |
| Argentyna                            | II runda kwalifikacji MŚ |
| Bahamy                               | II runda kwalifikacji MŚ |
| Kolumbia                             | II runda kwalifikacji MŚ |
| Panama                               | II runda kwalifikacji MŚ |
| Urugwaj                              | II runda kwalifikacji MŚ |
| Chile                                | Ranking FIBA             |
| Kuba                                 | Ranking FIBA             |
| Wyspy Dziewicze Stanów Zjednoczonych | Ranking FIBA             |

### Losowanie
Losowanie odbyło się 1 maja 2023. Wszystkie uczestniczące drużyny podzielono na cztery koszyki na podstawie rankingu FIBA.
Podział na koszyki:
| Koszyk 1              | Koszyk 2            | Koszyk 3                                        | Koszyk 4       |
| --------------------- | ------------------- | ----------------------------------------------- | -------------- |
| - Argentyna - Urugwaj | - Kolumbia - Panama | - Bahamy - Wyspy Dziewicze Stanów Zjednoczonych | - Chile - Kuba |

W wyniku losowania wyłoniono następujące grupy:
| Grupa A                              | Grupa B                                                             |
| ------------------------------------ | ------------------------------------------------------------------- |
| - Argentyna - Panama - Bahamy - Kuba | - Urugwaj - Kolumbia - Wyspy Dziewicze Stanów Zjednoczonych - Chile |

### Faza grupowa

#### Grupa A

##### Tabela
| Poz. | Reprezentacja | Pkt | Mecze | Mecze | Mecze | Punkty | Punkty | Punkty | Bilans bezpośrednich meczów |
| Poz. | Reprezentacja | Pkt | M     | Z     | P     | zdob.  | str.   | bilans | Bilans bezpośrednich meczów |
| ---- | ------------- | --- | ----- | ----- | ----- | ------ | ------ | ------ | --------------------------- |
| 1.   | Bahamy        | 4   | 2     | 2     | 0     | 210    | 157    | +53    | -                           |
| 2.   | Argentyna     | 3   | 2     | 1     | 1     | 198    | 167    | +31    | -                           |
| 3.   | Kuba          | 2   | 2     | 0     | 2     | 134    | 218    | -84    | -                           |

     awans do fazy finałowej

##### Wyniki
| 14 sierpnia 2023 22:10 | Raport | Kuba 68 – 109 Bahamy                                          | Kuba 68 – 109 Bahamy | Kuba 68 – 109 Bahamy                   |  | Estadio Ciudad, Santiago del Estero Sędziowie: Jesed Díaz ( PUR), Nathaniel Saunders ( CAN), Teresa Stuck ( CAN) |
| 14 sierpnia 2023 22:10 | Raport | Rezultaty w kwartach: 16-20, 12-26, 18-33, 22-30              |                      |                                        |  | Estadio Ciudad, Santiago del Estero Sędziowie: Jesed Díaz ( PUR), Nathaniel Saunders ( CAN), Teresa Stuck ( CAN) |
| 14 sierpnia 2023 22:10 | Raport | Pkt: Guzmán 16 Zb: Bombino 5 As: trzech zawodników po 3 każdy |                      | Pkt: Hield 24 Zb: Ayton 10 As: Nairn 7 |  | Estadio Ciudad, Santiago del Estero Sędziowie: Jesed Díaz ( PUR), Nathaniel Saunders ( CAN), Teresa Stuck ( CAN) |

| 16 sierpnia 2023 21:10 | Raport | Bahamy 101 – 89 Argentyna                        | Bahamy 101 – 89 Argentyna | Bahamy 101 – 89 Argentyna                       |  | Estadio Ciudad, Santiago del Estero Sędziowie: Krishna Domínguez ( MEX), Alan Dos Santos ( BRA), Carmelo de la Rosa ( PUR) |
| 16 sierpnia 2023 21:10 | Raport | Rezultaty w kwartach: 25-37, 30-16, 27-14, 19-22 |                           |                                                 |  | Estadio Ciudad, Santiago del Estero Sędziowie: Krishna Domínguez ( MEX), Alan Dos Santos ( BRA), Carmelo de la Rosa ( PUR) |
| 16 sierpnia 2023 21:10 | Raport | Pkt: Gordon 24 Zb: Ayton 15 As: Nairn 7          |                           | Pkt: Brussino 21 Zb: Brussino 7 As: Campazzo 10 |  | Estadio Ciudad, Santiago del Estero Sędziowie: Krishna Domínguez ( MEX), Alan Dos Santos ( BRA), Carmelo de la Rosa ( PUR) |

| 17 sierpnia 2023 22:10 | Raport | Kuba 66 – 109 Argentyna                          | Kuba 66 – 109 Argentyna | Kuba 66 – 109 Argentyna                     |  | Estadio Vicente Rosales, La Banda Sędziowie: Alexis Mercado ( PUR), Felipe Ibarra ( CHI), Orlando Varela Díaz ( HON) |
| 17 sierpnia 2023 22:10 | Raport | Rezultaty w kwartach: 24-29, 17-21, 14-32, 11-27 |                         |                                             |  | Estadio Vicente Rosales, La Banda Sędziowie: Alexis Mercado ( PUR), Felipe Ibarra ( CHI), Orlando Varela Díaz ( HON) |
| 17 sierpnia 2023 22:10 | Raport | Pkt: Coutin 15 Zb: Chacón 7 As: Chacón 4         |                         | Pkt: Redivo 20 Zb: Vildoza 9 As: Campazzo 8 |  | Estadio Vicente Rosales, La Banda Sędziowie: Alexis Mercado ( PUR), Felipe Ibarra ( CHI), Orlando Varela Díaz ( HON) |

Godziny meczów podane zostały według czasów lokalnych.

#### Grupa B

##### Tabela
| Poz. | Reprezentacja                        | Pkt | Mecze | Mecze | Mecze | Punkty | Punkty | Punkty | Bilans bezpośrednich meczów |
| Poz. | Reprezentacja                        | Pkt | M     | Z     | P     | zdob.  | str.   | bilans | Bilans bezpośrednich meczów |
| ---- | ------------------------------------ | --- | ----- | ----- | ----- | ------ | ------ | ------ | --------------------------- |
| 1.   | Chile                                | 6   | 3     | 3     | 0     | 217    | 196    | +21    | -                           |
| 2.   | Urugwaj                              | 4   | 3     | 1     | 2     | 215    | 212    | +3     | 1-1 (+11)                   |
| 3.   | Kolumbia                             | 4   | 3     | 1     | 2     | 227    | 231    | -4     | 1-1 (+8)                    |
| 4.   | Wyspy Dziewicze Stanów Zjednoczonych | 4   | 3     | 1     | 2     | 204    | 224    | -20    | 1-1 (-19)                   |

     awans do fazy finałowej

##### Wyniki
| 14 sierpnia 2023 17:10 | Raport | Wyspy Dziewicze Stanów Zjednoczonych 61 – 62 Chile          | Wyspy Dziewicze Stanów Zjednoczonych 61 – 62 Chile | Wyspy Dziewicze Stanów Zjednoczonych 61 – 62 Chile |  | Estadio Vicente Rosales, La Banda Sędziowie: Grant Todey ( USA), Carmelo de la Rosa ( PUR), Franco Anselmo Krivokapich ( ARG) |
| 14 sierpnia 2023 17:10 | Raport | Rezultaty w kwartach: 17-18, 11-19, 22-13, 11-12            |                                                    |                                                    |  | Estadio Vicente Rosales, La Banda Sędziowie: Grant Todey ( USA), Carmelo de la Rosa ( PUR), Franco Anselmo Krivokapich ( ARG) |
| 14 sierpnia 2023 17:10 | Raport | Pkt: Corbett 22 Zb: Smith 13 As: Arnold, Nesbitt po 3 każdy |                                                    | Pkt: Carvacho 23 Zb: Carvacho 8 As: Haase 8        |  | Estadio Vicente Rosales, La Banda Sędziowie: Grant Todey ( USA), Carmelo de la Rosa ( PUR), Franco Anselmo Krivokapich ( ARG) |

| 14 sierpnia 2023 19:40 | Raport | Urugwaj 80 – 65 Kolumbia                         | Urugwaj 80 – 65 Kolumbia | Urugwaj 80 – 65 Kolumbia                                       |  | Estadio Vicente Rosales, La Banda Sędziowie: Krishna Domínguez ( MEX), Alan Dos Santos ( BRA), Franco Ronconi ( ARG) |
| 14 sierpnia 2023 19:40 | Raport | Rezultaty w kwartach: 19-27, 19-12, 12-13, 30-13 |                          |                                                                |  | Estadio Vicente Rosales, La Banda Sędziowie: Krishna Domínguez ( MEX), Alan Dos Santos ( BRA), Franco Ronconi ( ARG) |
| 14 sierpnia 2023 19:40 | Raport | Pkt: Rodríguez 19 Zb: Rojas 12 As: Pomoli 11     |                          | Pkt: Jackson 28 Zb: Echenique 8 As: trzech zawodników po każdy |  | Estadio Vicente Rosales, La Banda Sędziowie: Krishna Domínguez ( MEX), Alan Dos Santos ( BRA), Franco Ronconi ( ARG) |

| 15 sierpnia 2023 18:10 | Raport | Kolumbia 97 – 74 Wyspy Dziewicze Stanów Zjednoczonych | Kolumbia 97 – 74 Wyspy Dziewicze Stanów Zjednoczonych | Kolumbia 97 – 74 Wyspy Dziewicze Stanów Zjednoczonych     |  | Estadio Vicente Rosales, La Banda Sędziowie: Alexis Mercado ( PUR), Orlando Varela Díaz ( HON), Fernando Leite ( BRA) |
| 15 sierpnia 2023 18:10 | Raport | Rezultaty w kwartach: 17-31, 25-9, 26-16, 29-18       |                                                       |                                                           |  | Estadio Vicente Rosales, La Banda Sędziowie: Alexis Mercado ( PUR), Orlando Varela Díaz ( HON), Fernando Leite ( BRA) |
| 15 sierpnia 2023 18:10 | Raport | Pkt: Echenique 20 Zb: Echenique 8 As: Roque 4         |                                                       | Pkt: Corbett 19 Zb: Corbett, Jules po 6 każdy As: Smith 4 |  | Estadio Vicente Rosales, La Banda Sędziowie: Alexis Mercado ( PUR), Orlando Varela Díaz ( HON), Fernando Leite ( BRA) |

| 15 sierpnia 2023 20:40 | Raport | Chile 78 – 70 Urugwaj                                       | Chile 78 – 70 Urugwaj | Chile 78 – 70 Urugwaj                                           |  | Estadio Vicente Rosales, La Banda Sędziowie: Jesed Díaz ( PUR), Nathaniel Saunders ( CAN), Samuel Hidalgo ( DOM) |
| 15 sierpnia 2023 20:40 | Raport | Rezultaty w kwartach: 18-14, 27-28, 16-19, 17-9             |                       |                                                                 |  | Estadio Vicente Rosales, La Banda Sędziowie: Jesed Díaz ( PUR), Nathaniel Saunders ( CAN), Samuel Hidalgo ( DOM) |
| 15 sierpnia 2023 20:40 | Raport | Pkt: Haase, Herrera po 18 każdy Zb: Carvacho 7 As: Varela 4 |                       | Pkt: Pomoli 19 Zb: trzech zawodników po 6 każdy As: Rodríguez 5 |  | Estadio Vicente Rosales, La Banda Sędziowie: Jesed Díaz ( PUR), Nathaniel Saunders ( CAN), Samuel Hidalgo ( DOM) |

| 17 sierpnia 2023 17:10 | Raport | Chile 77 – 65 Kolumbia                          | Chile 77 – 65 Kolumbia | Chile 77 – 65 Kolumbia                                                             |  | Estadio Vicente Rosales, La Banda Sędziowie: Krishna Domínguez ( MEX), Franco Ronconi ( ARG), Fernando Leite ( BRA) |
| 17 sierpnia 2023 17:10 | Raport | Rezultaty w kwartach: 18-24, 19-22, 23-6, 17-13 |                        |                                                                                    |  | Estadio Vicente Rosales, La Banda Sędziowie: Krishna Domínguez ( MEX), Franco Ronconi ( ARG), Fernando Leite ( BRA) |
| 17 sierpnia 2023 17:10 | Raport | Pkt: Carvacho 17 Zb: Carvacho 6 As: Herrera 5   |                        | Pkt: Jackson 19 Zb: Echenique, Ibargüen po 7 każdy As: Atencia, Jackson po 3 każdy |  | Estadio Vicente Rosales, La Banda Sędziowie: Krishna Domínguez ( MEX), Franco Ronconi ( ARG), Fernando Leite ( BRA) |

| 17 sierpnia 2023 19:40 | Raport | Urugwaj 65 – 69 Wyspy Dziewicze Stanów Zjednoczonych | Urugwaj 65 – 69 Wyspy Dziewicze Stanów Zjednoczonych | Urugwaj 65 – 69 Wyspy Dziewicze Stanów Zjednoczonych |  | Estadio Vicente Rosales, La Banda Sędziowie: Grant Todey ( USA), José Fernández ( CRC), Teresa Stuck ( CAN) |
| 17 sierpnia 2023 19:40 | Raport | Rezultaty w kwartach: 16-13, 16-22, 16-12, 17-22     |                                                      |                                                      |  | Estadio Vicente Rosales, La Banda Sędziowie: Grant Todey ( USA), José Fernández ( CRC), Teresa Stuck ( CAN) |
| 17 sierpnia 2023 19:40 | Raport | Pkt: Serres 16 Zb: Calfani 9 As: Wachsmann 4         |                                                      | Pkt: Arnold 14 Zb: Hansen 7 As: Arnold 4             |  | Estadio Vicente Rosales, La Banda Sędziowie: Grant Todey ( USA), José Fernández ( CRC), Teresa Stuck ( CAN) |

Godziny meczów podane zostały według czasów lokalnych.

### Faza finałowa
|  |             |           |           |             |    |        |        |       |
|  | Półfinał    | Półfinał  | Półfinał  |             |    | Finał  | Finał  | Finał |
|  | Półfinał    | Półfinał  | Półfinał  |             |    | Finał  | Finał  | Finał |
|  | 19 sierpnia |           |           |             |    |        |        |       |
|  |             |           |           |             |    |        |        |       |
|  | Urugwaj     | Urugwaj   | 62        |             |    |        |        |       |
|  | Urugwaj     | Urugwaj   | 62        | 20 sierpnia |    |        |        |       |
|  | Bahamy      | Bahamy    | 78        |             |    |        |        |       |
|  | Bahamy      | Bahamy    | 78        |             |    | Bahamy | Bahamy | 82    |
|  | 19 sierpnia |           |           |             |    | Bahamy | Bahamy | 82    |
|  |             |           | Argentyna | Argentyna   | 75 |        |        |       |
|  | Chile       | Chile     | Argentyna | Argentyna   | 75 | 79     |        |       |
|  | Chile       | Chile     |           |             |    |        |        |       |
|  | Argentyna   | Argentyna | 87        |             |    |        |        |       |
|  | Argentyna   | Argentyna | 87        |             |    |        |        |       |

#### Wyniki

##### Półfinały
| 19 sierpnia 2023 18:10 | Raport | Chile 79 – 87 Argentyna                                        | Chile 79 – 87 Argentyna | Chile 79 – 87 Argentyna                      |  | Estadio Ciudad, Santiago del Estero Sędziowie: Jesed Díaz ( PUR), Nathaniel Saunders ( CAN), Alan Dos Santos ( BRA) |
| 19 sierpnia 2023 18:10 | Raport | Rezultaty w kwartach: 20-25, 20-21, 16-22, 23-19               |                         |                                              |  | Estadio Ciudad, Santiago del Estero Sędziowie: Jesed Díaz ( PUR), Nathaniel Saunders ( CAN), Alan Dos Santos ( BRA) |
| 19 sierpnia 2023 18:10 | Raport | Pkt: Carvacho 23 Zb: Carvacho, Herrera po 5 każdy As: Varela 7 |                         | Pkt: Deck 24 Zb: Brussino 12 As: Campazzo 12 |  | Estadio Ciudad, Santiago del Estero Sędziowie: Jesed Díaz ( PUR), Nathaniel Saunders ( CAN), Alan Dos Santos ( BRA) |

| 19 sierpnia 2023 21:10 | Raport | Urugwaj 62 – 78 Bahamy                                          | Urugwaj 62 – 78 Bahamy | Urugwaj 62 – 78 Bahamy                 |  | Estadio Ciudad, Santiago del Estero Sędziowie: Krishna Domínguez ( MEX), Alexis Mercado ( PUR), Teresa Stuck ( CAN) |
| 19 sierpnia 2023 21:10 | Raport | Rezultaty w kwartach: 12-23, 11-20, 11-16, 28-19                |                        |                                        |  | Estadio Ciudad, Santiago del Estero Sędziowie: Krishna Domínguez ( MEX), Alexis Mercado ( PUR), Teresa Stuck ( CAN) |
| 19 sierpnia 2023 21:10 | Raport | Pkt: Iglesias 20 Zb: trzech zawodników po 5 każdy As: Zanotta 4 |                        | Pkt: Hield 17 Zb: Ayton 9 As: Miller 4 |  | Estadio Ciudad, Santiago del Estero Sędziowie: Krishna Domínguez ( MEX), Alexis Mercado ( PUR), Teresa Stuck ( CAN) |

##### Finał
| 20 sierpnia 2023 21:10 | Raport | Bahamy 82 – 75 Argentyna                                | Bahamy 82 – 75 Argentyna | Bahamy 82 – 75 Argentyna                    |  | Estadio Ciudad, Santiago del Estero Sędziowie: Krishna Domínguez ( MEX), Grant Todey ( USA), Carmelo de la Rosa ( PUR) |
| 20 sierpnia 2023 21:10 | Raport | Rezultaty w kwartach: 22-26, 20-16, 17-21, 23-12        |                          |                                             |  | Estadio Ciudad, Santiago del Estero Sędziowie: Krishna Domínguez ( MEX), Grant Todey ( USA), Carmelo de la Rosa ( PUR) |
| 20 sierpnia 2023 21:10 | Raport | Pkt: Gordon 27 Zb: Ayton 21 As: Hield, Nairn po 3 każdy |                          | Pkt: Deck 21 Zb: Brussino 9 As: Campazzo 17 |  | Estadio Ciudad, Santiago del Estero Sędziowie: Krishna Domínguez ( MEX), Grant Todey ( USA), Carmelo de la Rosa ( PUR) |
| 20 sierpnia 2023 21:10 | Raport | Bahamy awansowały do turnieju kwalifikacyjnego          |                          |                                             |  | Estadio Ciudad, Santiago del Estero Sędziowie: Krishna Domínguez ( MEX), Grant Todey ( USA), Carmelo de la Rosa ( PUR) |

Godziny meczów podane zostały według czasów lokalnych.

## Turniej azjatycko–oceaniczny

### Drużyny uczestniczące
Do wzięcia udziału w turnieju strefy azjatycko–oceanicznej uprawnione były cztery reprezentacje, które odpadły w drugiej rundzie kwalifikacji strefy azjatycko–oceanicznej mistrzostw świata 2023 oraz cztery, które odpadły w pierwszej rundzie kwalifikacji mistrzostw świata.. 9 sierpnia federacje Korei Południowej oraz Chińskiego Tajpej poinformowały, że ich reprezentacje nie wezmą udziału w turnieju prekwalifikacyjnym.
| Drużyna          | Sposób kwalifikacji      |
| ---------------- | ------------------------ |
| Arabia Saudyjska | II runda kwalifikacji MŚ |
| Bahrajn          | II runda kwalifikacji MŚ |
| Indie            | II runda kwalifikacji MŚ |
| Kazachstan       | II runda kwalifikacji MŚ |
| Chińskie Tajpej  | I runda kwalifikacji MŚ  |
| Indonezja        | I runda kwalifikacji MŚ  |
| Korea Południowa | I runda kwalifikacji MŚ  |
| Syria            | I runda kwalifikacji MŚ  |

### Losowanie
Losowanie odbyło się 1 maja 2023. Wszystkie uczestniczące drużyny podzielono na cztery koszyki na podstawie rankingu FIBA.
Podział na koszyki:
| Koszyk 1                        | Koszyk 2                             | Koszyk 3        | Koszyk 4              |
| ------------------------------- | ------------------------------------ | --------------- | --------------------- |
| - Korea Południowa - Kazachstan | - Arabia Saudyjska - Chińskie Tajpej | - Syria - Indie | - Bahrajn - Indonezja |

W wyniku losowania wyłoniono następujące grupy:
| Grupa A                                                | Grupa B                                             |
| ------------------------------------------------------ | --------------------------------------------------- |
| - Korea Południowa - Chińskie Tajpej - Indie - Bahrajn | - Kazachstan - Arabia Saudyjska - Syria - Indonezja |

W wyniku wycofania się z turnieju reprezentacji Korei Południowej oraz Chińskiego Tajpej, zdecydowano, że pozostałe drużyny zagrają w jednej grupie a zwycięzca grupy awansuje do turnieju kwalifikacyjnego.

### Faza grupowa

#### Tabela
| Poz. | Reprezentacja    | Pkt | Mecze | Mecze | Mecze | Punkty | Punkty | Punkty | Bilans bezpośrednich meczów |
| Poz. | Reprezentacja    | Pkt | M     | Z     | P     | zdob.  | str.   | bilans | Bilans bezpośrednich meczów |
| ---- | ---------------- | --- | ----- | ----- | ----- | ------ | ------ | ------ | --------------------------- |
| 1.   | Bahrajn          | 10  | 5     | 5     | 0     | 458    | 339    | +119   | -                           |
| 2.   | Arabia Saudyjska | 8   | 5     | 3     | 2     | 402    | 375    | +27    | -                           |
| 3.   | Indie            | 7   | 5     | 2     | 3     | 386    | 392    | -6     | 1-1 (+13)                   |
| 4.   | Kazachstan       | 7   | 5     | 2     | 3     | 373    | 414    | -41    | 1-1 (-6)                    |
| 5.   | Indonezja        | 7   | 5     | 2     | 3     | 393    | 431    | -38    | 1-1 (-7)                    |
| 6.   | Syria            | 6   | 5     | 1     | 4     | 355    | 416    | -61    | -                           |

     awans do turnieju kwalifikacyjnego

#### Wyniki
| 12 sierpnia 2023 15:00 | Raport | Indonezja 91 – 82 Kazachstan                     | Indonezja 91 – 82 Kazachstan | Indonezja 91 – 82 Kazachstan          |  | Al-Fayhaa Sports Arena, Damaszek Sędziowie: Mohammad Doost ( IRN), Issam Al-Siyabi ( OMN), Mohammed Al-Tarawneh ( JOR) |
| 12 sierpnia 2023 15:00 | Raport | Rezultaty w kwartach: 19-22, 28-16, 23-21, 21-23 |                              |                                       |  | Al-Fayhaa Sports Arena, Damaszek Sędziowie: Mohammad Doost ( IRN), Issam Al-Siyabi ( OMN), Mohammed Al-Tarawneh ( JOR) |
| 12 sierpnia 2023 15:00 | Raport | Pkt: Bolden 40 Zb: Bolden 10 As: Saputera 8      |                              | Pkt: Bykow 21 Zb: Pan 12 As: Kuanow 6 |  | Al-Fayhaa Sports Arena, Damaszek Sędziowie: Mohammad Doost ( IRN), Issam Al-Siyabi ( OMN), Mohammed Al-Tarawneh ( JOR) |

| 12 sierpnia 2023 17:30 | Raport | Bahrajn 89 – 74 Arabia Saudyjska                 | Bahrajn 89 – 74 Arabia Saudyjska | Bahrajn 89 – 74 Arabia Saudyjska                         |  | Al-Fayhaa Sports Arena, Damaszek Sędziowie: Rabah Noujaim ( LBN), Mohammad Taha ( JOR), Taha Al-Hashedi ( YEM) |
| 12 sierpnia 2023 17:30 | Raport | Rezultaty w kwartach: 22-17, 19-21, 28-18, 20-18 |                                  |                                                          |  | Al-Fayhaa Sports Arena, Damaszek Sędziowie: Rabah Noujaim ( LBN), Mohammad Taha ( JOR), Taha Al-Hashedi ( YEM) |
| 12 sierpnia 2023 17:30 | Raport | Pkt: Chism 24 Zb: Hamooda 6 As: Melad 5          |                                  | Pkt: Al-Suwailem 23 Zb: Al-Suwailem 19 As: Abdel Gabar 6 |  | Al-Fayhaa Sports Arena, Damaszek Sędziowie: Rabah Noujaim ( LBN), Mohammad Taha ( JOR), Taha Al-Hashedi ( YEM) |

| 12 sierpnia 2023 20:00 | Raport | Syria 74 – 85 Indie                              | Syria 74 – 85 Indie | Syria 74 – 85 Indie                                    |  | Al-Fayhaa Sports Arena, Damaszek Sędziowie: Mohammad Al-Amiri ( KWT), Hadi Salem ( IRN), Ahmad Al-Yousef ( JOR) |
| 12 sierpnia 2023 20:00 | Raport | Rezultaty w kwartach: 16-31, 19-17, 18-23, 21-14 |                     |                                                        |  | Al-Fayhaa Sports Arena, Damaszek Sędziowie: Mohammad Al-Amiri ( KWT), Hadi Salem ( IRN), Ahmad Al-Yousef ( JOR) |
| 12 sierpnia 2023 20:00 | Raport | Pkt: Issa 21 Zb: Al-Hamwi 7 As: Arbasha 6        |                     | Pkt: Prince 21 Zb: Singh, Brar po 6 każdy As: Prince 7 |  | Al-Fayhaa Sports Arena, Damaszek Sędziowie: Mohammad Al-Amiri ( KWT), Hadi Salem ( IRN), Ahmad Al-Yousef ( JOR) |

| 13 sierpnia 2023 15:00 | Raport | Kazachstan 67 – 104 Bahrajn                      | Kazachstan 67 – 104 Bahrajn | Kazachstan 67 – 104 Bahrajn                                    |  | Al-Fayhaa Sports Arena, Damaszek Sędziowie: Mohammad Al-Amiri ( KWT), Mohammad Taha ( JOR), Hadi Salem ( IRN) |
| 13 sierpnia 2023 15:00 | Raport | Rezultaty w kwartach: 18-25, 12-21, 17-26, 20-32 |                             |                                                                |  | Al-Fayhaa Sports Arena, Damaszek Sędziowie: Mohammad Al-Amiri ( KWT), Mohammad Taha ( JOR), Hadi Salem ( IRN) |
| 13 sierpnia 2023 15:00 | Raport | Pkt: Neff 19 Zb: Pan 10 As: Bałaszow 6           |                             | Pkt: M. Rashed 26 Zb: Chism 9 As: trzech zawodników po 4 każdy |  | Al-Fayhaa Sports Arena, Damaszek Sędziowie: Mohammad Al-Amiri ( KWT), Mohammad Taha ( JOR), Hadi Salem ( IRN) |

| 13 sierpnia 2023 17:30 | Raport | Indie 90 – 74 Indonezja                                       | Indie 90 – 74 Indonezja | Indie 90 – 74 Indonezja                    |  | Al-Fayhaa Sports Arena, Damaszek Sędziowie: Mohammad Doost ( IRN), Mohammed Al-Hashedi ( YEM), Ahmad Al-Yousef ( JOR) |
| 13 sierpnia 2023 17:30 | Raport | Rezultaty w kwartach: 25-16, 25-20, 19-19, 21-19              |                         |                                            |  | Al-Fayhaa Sports Arena, Damaszek Sędziowie: Mohammad Doost ( IRN), Mohammed Al-Hashedi ( YEM), Ahmad Al-Yousef ( JOR) |
| 13 sierpnia 2023 17:30 | Raport | Pkt: Hafeez 15 Zb: Brar 9 As: Bhriguvanshi, Hafeez po 5 każdy |                         | Pkt: Bolden 23 Zb: Bolden 9 As: Saputera 4 |  | Al-Fayhaa Sports Arena, Damaszek Sędziowie: Mohammad Doost ( IRN), Mohammed Al-Hashedi ( YEM), Ahmad Al-Yousef ( JOR) |

| 13 sierpnia 2023 20:00 | Raport | Arabia Saudyjska 71 – 73 Syria                           | Arabia Saudyjska 71 – 73 Syria | Arabia Saudyjska 71 – 73 Syria            |  | Al-Fayhaa Sports Arena, Damaszek Sędziowie: Rabah Noujaim ( LBN), Mohammed Al-Tarawneh ( JOR), Issam Al-Siyabi ( OMN) |
| 13 sierpnia 2023 20:00 | Raport | Rezultaty w kwartach: 20-20, 19-13, 17-18, 15-22         |                                |                                           |  | Al-Fayhaa Sports Arena, Damaszek Sędziowie: Rabah Noujaim ( LBN), Mohammed Al-Tarawneh ( JOR), Issam Al-Siyabi ( OMN) |
| 13 sierpnia 2023 20:00 | Raport | Pkt: Al-Suwailem 19 Zb: Al-Suwailem 11 As: Abdel Gabar 5 |                                | Pkt: Issa 23 Zb: Idelbi 12 As: Peterson 5 |  | Al-Fayhaa Sports Arena, Damaszek Sędziowie: Rabah Noujaim ( LBN), Mohammed Al-Tarawneh ( JOR), Issam Al-Siyabi ( OMN) |

| 14 sierpnia 2023 15:00 | Raport | Indie 70 – 73 Kazachstan                                         | Indie 70 – 73 Kazachstan | Indie 70 – 73 Kazachstan                    |  | Al-Fayhaa Sports Arena, Damaszek Sędziowie: Rabah Noujaim ( LBN), Hadi Salem ( IRN), Ahmad Al-Yousef ( JOR) |
| 14 sierpnia 2023 15:00 | Raport | Rezultaty w kwartach: 16-19, 20-18, 18-13, 16-23                 |                          |                                             |  | Al-Fayhaa Sports Arena, Damaszek Sędziowie: Rabah Noujaim ( LBN), Hadi Salem ( IRN), Ahmad Al-Yousef ( JOR) |
| 14 sierpnia 2023 15:00 | Raport | Pkt: Muthu Krishnan 18 Zb: Brar 10 As: Hafeez, Prince po 4 każdy |                          | Pkt: Iwanow 19 Zb: Iwanow 12 As: Bałaszow 6 |  | Al-Fayhaa Sports Arena, Damaszek Sędziowie: Rabah Noujaim ( LBN), Hadi Salem ( IRN), Ahmad Al-Yousef ( JOR) |

| 14 sierpnia 2023 17:30 | Raport | Indonezja 72 – 86 Arabia Saudyjska               | Indonezja 72 – 86 Arabia Saudyjska | Indonezja 72 – 86 Arabia Saudyjska                       |  | Al-Fayhaa Sports Arena, Damaszek Sędziowie: Mohammad Al-Amiri ( KWT), Mohammad Doost ( IRN), Issam Al-Siyabi ( OMN) |
| 14 sierpnia 2023 17:30 | Raport | Rezultaty w kwartach: 23-20, 15-23, 19-24, 15-19 |                                    |                                                          |  | Al-Fayhaa Sports Arena, Damaszek Sędziowie: Mohammad Al-Amiri ( KWT), Mohammad Doost ( IRN), Issam Al-Siyabi ( OMN) |
| 14 sierpnia 2023 17:30 | Raport | Pkt: Bolden 21 Zb: Bolden 9 As: Saputera 9       |                                    | Pkt: Al-Suwailem 23 Zb: Al-Suwailem 17 As: Abdel Gabar 7 |  | Al-Fayhaa Sports Arena, Damaszek Sędziowie: Mohammad Al-Amiri ( KWT), Mohammad Doost ( IRN), Issam Al-Siyabi ( OMN) |

| 14 sierpnia 2023 20:00 | Raport | Syria 60 – 91 Bahrajn                            | Syria 60 – 91 Bahrajn | Syria 60 – 91 Bahrajn                   |  | Al-Fayhaa Sports Arena, Damaszek Sędziowie: Paul Skayem ( LBN), Mohammad Taha ( JOR), Taha Al-Hashedi ( YEM) |
| 14 sierpnia 2023 20:00 | Raport | Rezultaty w kwartach: 13-19, 14-25, 17-21, 16-26 |                       |                                         |  | Al-Fayhaa Sports Arena, Damaszek Sędziowie: Paul Skayem ( LBN), Mohammad Taha ( JOR), Taha Al-Hashedi ( YEM) |
| 14 sierpnia 2023 20:00 | Raport | Pkt: Arbasha 15 Zb: Canbolat 8 As: Issa 7        |                       | Pkt: M. Rashed 32 Zb: Chism 9 As: Isa 7 |  | Al-Fayhaa Sports Arena, Damaszek Sędziowie: Paul Skayem ( LBN), Mohammad Taha ( JOR), Taha Al-Hashedi ( YEM) |

| 16 sierpnia 2023 15:00 | Raport | Arabia Saudyjska 92 – 75 Indie                                                        | Arabia Saudyjska 92 – 75 Indie | Arabia Saudyjska 92 – 75 Indie                 |  | Al-Fayhaa Sports Arena, Damaszek Sędziowie: Paul Skayem ( LBN), Taha Al-Hashedi ( YEM), Ahmad Al-Yousef ( JOR) |
| 16 sierpnia 2023 15:00 | Raport | Rezultaty w kwartach: 27-14, 25-16, 18-20, 22-25                                      |                                |                                                |  | Al-Fayhaa Sports Arena, Damaszek Sędziowie: Paul Skayem ( LBN), Taha Al-Hashedi ( YEM), Ahmad Al-Yousef ( JOR) |
| 16 sierpnia 2023 15:00 | Raport | Pkt: Abdel Gabar, Kadi po 15 każdy Zb: Al-Suwailem, Kadi po 9 każdy As: Abdel Gabar 9 |                                | Pkt: Sandhu 14 Zb: Sandhu 9 As: Bhriguvanshi 7 |  | Al-Fayhaa Sports Arena, Damaszek Sędziowie: Paul Skayem ( LBN), Taha Al-Hashedi ( YEM), Ahmad Al-Yousef ( JOR) |

| 16 sierpnia 2023 17:30 | Raport | Bahrajn 95 – 72 Indonezja                                   | Bahrajn 95 – 72 Indonezja | Bahrajn 95 – 72 Indonezja                               |  | Al-Fayhaa Sports Arena, Damaszek Sędziowie: Mohammad Taha ( JOR), Hadi Salem ( IRN), Mohammed Al-Tarawneh ( JOR) |
| 16 sierpnia 2023 17:30 | Raport | Rezultaty w kwartach: 23-16, 22-15, 27-17, 23-24            |                           |                                                         |  | Al-Fayhaa Sports Arena, Damaszek Sędziowie: Mohammad Taha ( JOR), Hadi Salem ( IRN), Mohammed Al-Tarawneh ( JOR) |
| 16 sierpnia 2023 17:30 | Raport | Pkt: Chism 20 Zb: Chism 11 As: trzech zawodników po 3 każdy |                           | Pkt: Teja 15 Zb: Bolden, Guntara po 7 każdy As: Yonga 4 |  | Al-Fayhaa Sports Arena, Damaszek Sędziowie: Mohammad Taha ( JOR), Hadi Salem ( IRN), Mohammed Al-Tarawneh ( JOR) |

| 16 sierpnia 2023 20:00 | Raport | Kazachstan 85 – 70 Syria                          | Kazachstan 85 – 70 Syria | Kazachstan 85 – 70 Syria                     |  | Al-Fayhaa Sports Arena, Damaszek Sędziowie: Mohammad Al-Amiri ( KWT), Mohammad Doost ( IRN), Issam Al-Siyabi ( OMN) |
| 16 sierpnia 2023 20:00 | Raport | Rezultaty w kwartach: 18-17, 21-14, 29-14, 17-25  |                          |                                              |  | Al-Fayhaa Sports Arena, Damaszek Sędziowie: Mohammad Al-Amiri ( KWT), Mohammad Doost ( IRN), Issam Al-Siyabi ( OMN) |
| 16 sierpnia 2023 20:00 | Raport | Pkt: Pan 30 Zb: Pan 12 As: Marat, Neff po 5 każdy |                          | Pkt: Arbasha 20 Zb: Peterson 9 As: Arbasha 5 |  | Al-Fayhaa Sports Arena, Damaszek Sędziowie: Mohammad Al-Amiri ( KWT), Mohammad Doost ( IRN), Issam Al-Siyabi ( OMN) |

| 17 sierpnia 2023 15:00 | Raport | Indie 66 – 79 Bahrajn                                     | Indie 66 – 79 Bahrajn | Indie 66 – 79 Bahrajn                    |  | Al-Fayhaa Sports Arena, Damaszek Sędziowie: Mohammad Al-Amiri ( KWT), Issam Al-Siyabi ( OMN), Taha Al-Hashedi ( YEM) |
| 17 sierpnia 2023 15:00 | Raport | Rezultaty w kwartach: 24-17, 15-31, 12-22, 15-9           |                       |                                          |  | Al-Fayhaa Sports Arena, Damaszek Sędziowie: Mohammad Al-Amiri ( KWT), Issam Al-Siyabi ( OMN), Taha Al-Hashedi ( YEM) |
| 17 sierpnia 2023 15:00 | Raport | Pkt: Sekhon 17 Zb: Prince, Singh po 10 każdy As: Sekhon 4 |                       | Pkt: Hamooda 24 Zb: Chism 11 As: Melad 6 |  | Al-Fayhaa Sports Arena, Damaszek Sędziowie: Mohammad Al-Amiri ( KWT), Issam Al-Siyabi ( OMN), Taha Al-Hashedi ( YEM) |

| 17 sierpnia 2023 17:30 | Raport | Arabia Saudyjska 79 – 66 Kazachstan                      | Arabia Saudyjska 79 – 66 Kazachstan | Arabia Saudyjska 79 – 66 Kazachstan   |  | Al-Fayhaa Sports Arena, Damaszek Sędziowie: Mohammad Doost ( IRN), Mohammad Taha ( JOR), Mohammed Al-Tarawneh ( JOR) |
| 17 sierpnia 2023 17:30 | Raport | Rezultaty w kwartach: 24-10, 24-13, 22-26, 9-17          |                                     |                                       |  | Al-Fayhaa Sports Arena, Damaszek Sędziowie: Mohammad Doost ( IRN), Mohammad Taha ( JOR), Mohammed Al-Tarawneh ( JOR) |
| 17 sierpnia 2023 17:30 | Raport | Pkt: Al-Suwailem 23 Zb: Al-Suwailem 10 As: Abdel Gabar 9 |                                     | Pkt: Pan 14 Zb: Iwanow 4 As: Kuanow 8 |  | Al-Fayhaa Sports Arena, Damaszek Sędziowie: Mohammad Doost ( IRN), Mohammad Taha ( JOR), Mohammed Al-Tarawneh ( JOR) |

| 17 sierpnia 2023 20:00 | Raport | Indonezja 84 – 78 Syria                         | Indonezja 84 – 78 Syria | Indonezja 84 – 78 Syria               |  | Al-Fayhaa Sports Arena, Damaszek Sędziowie: Paul Skayem ( LBN), Ahmad Al-Yousef ( JOR), Hadi Salem ( IRN) |
| 17 sierpnia 2023 20:00 | Raport | Rezultaty w kwartach: 19-23, 26-22, 32-16, 7-17 |                         |                                       |  | Al-Fayhaa Sports Arena, Damaszek Sędziowie: Paul Skayem ( LBN), Ahmad Al-Yousef ( JOR), Hadi Salem ( IRN) |
| 17 sierpnia 2023 20:00 | Raport | Pkt: Bolden 24 Zb: Bolden 11 As: Saputera 8     |                         | Pkt: Issa 23 Zb: Adribe 11 As: Issa 8 |  | Al-Fayhaa Sports Arena, Damaszek Sędziowie: Paul Skayem ( LBN), Ahmad Al-Yousef ( JOR), Hadi Salem ( IRN) |

Godziny meczów podane zostały według czasów lokalnych.

## Turnieje europejskie

### Drużyny uczestniczące
Do wzięcia udziału w dwóch turniejach strefy europejskiej uprawnionych było dwanaście reprezentacji, które odpadły w drugiej rundzie kwalifikacji strefy europejskiej mistrzostw świata 2023, trzech zwycięzców grup drugiej rundy prekwalifikacji mistrzostw Europy 2025 oraz jedna drużyna najwyżej sklasyfikowana w rankingu FIBA, która wystąpiła w trzeciej rundzie prekwalifikacji mistrzostw Europy 2025. Reprezentacja Wielkiej Brytanii wycofała się z udziału w turnieju, jej miejsce zajęła najwyżej sklasyfikowana w rankingu FIBA reprezentacja Chorwacji.
| Drużyna              | Sposób kwalifikacji         |
| -------------------- | --------------------------- |
| Belgia               | II runda kwalifikacji ME    |
| Bośnia i Hercegowina | II runda kwalifikacji ME    |
| Czechy               | II runda kwalifikacji ME    |
| Estonia              | II runda kwalifikacji ME    |
| Holandia             | II runda kwalifikacji ME    |
| Islandia             | II runda kwalifikacji ME    |
| Izrael               | II runda kwalifikacji ME    |
| Szwecja              | II runda kwalifikacji ME    |
| Turcja               | II runda kwalifikacji ME    |
| Ukraina              | II runda kwalifikacji ME    |
| Węgry                | II runda kwalifikacji ME    |
| Wielka Brytania      | II runda kwalifikacji ME    |
| Macedonia Północna   | II runda prekwalifikacji ME |
| Polska               | II runda prekwalifikacji ME |
| Portugalia           | II runda prekwalifikacji ME |
| Chorwacja            | Ranking FIBA                |
| Bułgaria             | Ranking FIBA                |

### Losowanie
Losowanie odbyło się 1 maja 2023. Wszystkie uczestniczące drużyny podzielono na osiem koszyków na podstawie rankingu FIBA. Grupy A i B losowane były z koszyków 1, 4, 5 i 8, a grupy C i D z koszyków 2, 3, 6 i 7.
Podział na koszyki:
| Koszyk 1             | Koszyk 4                        | Koszyk 5              | Koszyk 8                          |
| -------------------- | ------------------------------- | --------------------- | --------------------------------- |
| - Czechy - Polska    | - Izrael - Bośnia i Hercegowina | - Węgry - Estonia     | - Macedonia Północna - Portugalia |
| Koszyk 2             | Koszyk 3                        | Koszyk 6              | Koszyk 7                          |
| - Turcja - Chorwacja | - Ukraina - Belgia              | - Holandia - Bułgaria | - Islandia - Szwecja              |

W wyniku losowania wyłoniono następujące grupy:
| Turniej europejski I                             | Turniej europejski I                                 | Turniej europejski II                    | Turniej europejski II                     |
| Grupa A                                          | Grupa B                                              | Grupa C                                  | Grupa D                                   |
| ------------------------------------------------ | ---------------------------------------------------- | ---------------------------------------- | ----------------------------------------- |
| - Czechy - Izrael - Estonia - Macedonia Północna | - Polska - Bośnia i Hercegowina - Węgry - Portugalia | - Turcja - Ukraina - Bułgaria - Islandia | - Chorwacja - Belgia - Holandia - Szwecja |

### Turniej europejski I

#### Faza grupowa

##### Grupa A

###### Tabela
| Poz. | Reprezentacja      | Pkt | Mecze | Mecze | Mecze | Punkty | Punkty | Punkty | Bilans bezpośrednich meczów |
| Poz. | Reprezentacja      | Pkt | M     | Z     | P     | zdob.  | str.   | bilans | Bilans bezpośrednich meczów |
| ---- | ------------------ | --- | ----- | ----- | ----- | ------ | ------ | ------ | --------------------------- |
| 1.   | Izrael             | 5   | 3     | 2     | 1     | 231    | 199    | +32    | 1-1 (+11)                   |
| 2.   | Estonia            | 5   | 3     | 2     | 1     | 224    | 201    | +23    | 1-1 (-1)                    |
| 3.   | Czechy             | 3   | 3     | 2     | 1     | 238    | 236    | +2     | 1-1 (-10)                   |
| 4.   | Macedonia Północna | 3   | 3     | 0     | 3     | 206    | 263    | -57    | -                           |

     awans do fazy finałowej

###### Wyniki
| 12 sierpnia 2023 16:00 | Raport | Czechy 77 – 74 Estonia                           | Czechy 77 – 74 Estonia | Czechy 77 – 74 Estonia                         |  | Tondiraba Ice Hall, Tallinn Sędziowie: Aleksandar Glišić ( SRB), Mārtiņš Kozlovskis ( LVA), Gintaras Mačiulis ( LTU) |
| 12 sierpnia 2023 16:00 | Raport | Rezultaty w kwartach: 23-23, 19-16, 14-17, 21-18 |                        |                                                |  | Tondiraba Ice Hall, Tallinn Sędziowie: Aleksandar Glišić ( SRB), Mārtiņš Kozlovskis ( LVA), Gintaras Mačiulis ( LTU) |
| 12 sierpnia 2023 16:00 | Raport | Pkt: Krejčí 20 Zb: Peterka 8 As: Krejčí 6        |                        | Pkt: Konontšuk 16 Zb: Raieste 6 As: Kullamäe 5 |  | Tondiraba Ice Hall, Tallinn Sędziowie: Aleksandar Glišić ( SRB), Mārtiņš Kozlovskis ( LVA), Gintaras Mačiulis ( LTU) |

| 12 sierpnia 2023 19:00 | Raport | Macedonia Północna 65 – 86 Izrael                                                 | Macedonia Północna 65 – 86 Izrael | Macedonia Północna 65 – 86 Izrael                      |  | Tondiraba Ice Hall, Tallinn Sędziowie: Antonio Conde ( ESP), Andris Aunkrogers ( LVA), Zafer Yılmaz ( TUR) |
| 12 sierpnia 2023 19:00 | Raport | Rezultaty w kwartach: 19-24, 19-23, 13-25, 14-14                                  |                                   |                                                        |  | Tondiraba Ice Hall, Tallinn Sędziowie: Antonio Conde ( ESP), Andris Aunkrogers ( LVA), Zafer Yılmaz ( TUR) |
| 12 sierpnia 2023 19:00 | Raport | Pkt: Shorts 22 Zb: Gjuroski, Simikj po 5 każdy As: Shorts, Stojanovski po 3 każdy |                                   | Pkt: Sorkin 21 Zb: Sorkin, Ziv po 7 każdy As: Sorkin 5 |  | Tondiraba Ice Hall, Tallinn Sędziowie: Antonio Conde ( ESP), Andris Aunkrogers ( LVA), Zafer Yılmaz ( TUR) |

| 13 sierpnia 2023 16:00 | Raport | Izrael 80 – 67 Czechy                            | Izrael 80 – 67 Czechy | Izrael 80 – 67 Czechy                                 |  | Tondiraba Ice Hall, Tallinn Sędziowie: Antonio Conde ( ESP), Gatis Saliņš ( LVA), Franko Gracin ( CRO) |
| 13 sierpnia 2023 16:00 | Raport | Rezultaty w kwartach: 16-12, 28-19, 12-14, 24-22 |                       |                                                       |  | Tondiraba Ice Hall, Tallinn Sędziowie: Antonio Conde ( ESP), Gatis Saliņš ( LVA), Franko Gracin ( CRO) |
| 13 sierpnia 2023 16:00 | Raport | Pkt: Madar 27 Zb: Kravits 7 As: Madar 5          |                       | Pkt: Kříž 16 Zb: Kříž 7 As: Krejčí, Sehnal po 6 każdy |  | Tondiraba Ice Hall, Tallinn Sędziowie: Antonio Conde ( ESP), Gatis Saliņš ( LVA), Franko Gracin ( CRO) |

| 13 sierpnia 2023 19:00 | Raport | Estonia 83 – 59 Macedonia Północna              | Estonia 83 – 59 Macedonia Północna | Estonia 83 – 59 Macedonia Północna                  |  | Tondiraba Ice Hall, Tallinn Sędziowie: Aleksandar Glišić ( SRB), Andris Aunkrogers ( LVA), Viola Györgyi ( ROU) |
| 13 sierpnia 2023 19:00 | Raport | Rezultaty w kwartach: 25-7, 19-15, 21-22, 18-15 |                                    |                                                     |  | Tondiraba Ice Hall, Tallinn Sędziowie: Aleksandar Glišić ( SRB), Andris Aunkrogers ( LVA), Viola Györgyi ( ROU) |
| 13 sierpnia 2023 19:00 | Raport | Pkt: Treier 14 Zb: Raieste 11 As: Kullamäe 9    |                                    | Pkt: Stojanovski 12 Zb: Magdevski 6 As: Magdevski 4 |  | Tondiraba Ice Hall, Tallinn Sędziowie: Aleksandar Glišić ( SRB), Andris Aunkrogers ( LVA), Viola Györgyi ( ROU) |

| 15 sierpnia 2023 16:00 | Raport | Czechy 94 – 82 Macedonia Północna                         | Czechy 94 – 82 Macedonia Północna | Czechy 94 – 82 Macedonia Północna             |  | Tondiraba Ice Hall, Tallinn Sędziowie: Antonio Conde ( ESP), Gintaras Mačiulis ( LTU), Gatis Saliņš ( LVA) |
| 15 sierpnia 2023 16:00 | Raport | Rezultaty w kwartach: 19-16, 26-23, 26-19, 23-24          |                                   |                                               |  | Tondiraba Ice Hall, Tallinn Sędziowie: Antonio Conde ( ESP), Gintaras Mačiulis ( LTU), Gatis Saliņš ( LVA) |
| 15 sierpnia 2023 16:00 | Raport | Pkt: Hruban, Kyzlink po 18 każdy Zb: Kříž 10 As: Krejčí 8 |                                   | Pkt: Shorts 27 Zb: Mladenovski 6 As: Shorts 5 |  | Tondiraba Ice Hall, Tallinn Sędziowie: Antonio Conde ( ESP), Gintaras Mačiulis ( LTU), Gatis Saliņš ( LVA) |

| 15 sierpnia 2023 19:00 | Raport | Izrael 65 – 67 Estonia                           | Izrael 65 – 67 Estonia | Izrael 65 – 67 Estonia                                                       |  | Tondiraba Ice Hall, Tallinn Sędziowie: Andris Aunkrogers ( LVA), Mārtiņš Kozlovskis ( LVA), Zafer Yılmaz ( TUR) |
| 15 sierpnia 2023 19:00 | Raport | Rezultaty w kwartach: 12-20, 22-16, 16-16, 15-15 |                        |                                                                              |  | Tondiraba Ice Hall, Tallinn Sędziowie: Andris Aunkrogers ( LVA), Mārtiņš Kozlovskis ( LVA), Zafer Yılmaz ( TUR) |
| 15 sierpnia 2023 19:00 | Raport | Pkt: Sorkin 18 Zb: Sorkin 9 As: Madar 7          |                        | Pkt: Treier 16 Zb: Drell, Treier po 7 każdy As: Kullamäe, Raieste po 5 każdy |  | Tondiraba Ice Hall, Tallinn Sędziowie: Andris Aunkrogers ( LVA), Mārtiņš Kozlovskis ( LVA), Zafer Yılmaz ( TUR) |

Godziny meczów podane zostały według czasów lokalnych.

##### Grupa B

###### Tabela
| Poz. | Reprezentacja        | Pkt | Mecze | Mecze | Mecze | Punkty | Punkty | Punkty | Bilans bezpośrednich meczów |
| Poz. | Reprezentacja        | Pkt | M     | Z     | P     | zdob.  | str.   | bilans | Bilans bezpośrednich meczów |
| ---- | -------------------- | --- | ----- | ----- | ----- | ------ | ------ | ------ | --------------------------- |
| 1.   | Polska               | 6   | 3     | 3     | 0     | 246    | 222    | +24    | -                           |
| 2.   | Bośnia i Hercegowina | 5   | 3     | 2     | 1     | 263    | 238    | +25    | -                           |
| 3.   | Portugalia           | 4   | 3     | 1     | 2     | 226    | 236    | -10    | -                           |
| 4.   | Węgry                | 3   | 3     | 0     | 3     | 233    | 272    | -39    | -                           |

     awans do fazy finałowej

###### Wyniki
| 13 sierpnia 2023 13:30 | Raport | Polska 83 – 81 Węgry                                                   | Polska 83 – 81 Węgry | Polska 83 – 81 Węgry                                          |  | Arena Gliwice, Gliwice Widownia: 3082 Sędziowie: Boris Krejić ( SLO), Kerem Baki ( TUR), Martin Vulić ( HRV) |
| 13 sierpnia 2023 13:30 | Raport | Rezultaty w kwartach: 19-19, 19-13, 21-28, 24-21                       |                      |                                                               |  | Arena Gliwice, Gliwice Widownia: 3082 Sędziowie: Boris Krejić ( SLO), Kerem Baki ( TUR), Martin Vulić ( HRV) |
| 13 sierpnia 2023 13:30 | Raport | Pkt: Balcerowski 22 Zb: Balcerowski, Ponitka po 6 każdy As: Ponitka 10 |                      | Pkt: Perl 24 Zb: Golomán, Karahodžić po 7 każdy As: Somogyi 6 |  | Arena Gliwice, Gliwice Widownia: 3082 Sędziowie: Boris Krejić ( SLO), Kerem Baki ( TUR), Martin Vulić ( HRV) |

| 13 sierpnia 2023 16:30 | Raport | Portugalia 75 – 84 Bośnia i Hercegowina                     | Portugalia 75 – 84 Bośnia i Hercegowina | Portugalia 75 – 84 Bośnia i Hercegowina |  | Arena Gliwice, Gliwice Widownia: 1263 Sędziowie: Gvidas Gedvilas ( LTU), Martin Horozov ( BUL), Mehmet Karabilecen ( TUR) |
| 13 sierpnia 2023 16:30 | Raport | Rezultaty w kwartach: 24-17, 16-20, 14-21, 21-26            |                                         |                                         |  | Arena Gliwice, Gliwice Widownia: 1263 Sędziowie: Gvidas Gedvilas ( LTU), Martin Horozov ( BUL), Mehmet Karabilecen ( TUR) |
| 13 sierpnia 2023 16:30 | Raport | Pkt: Lisboa 22 Zb: Brito 8 As: trzech zawodników po 4 każdy |                                         | Pkt: Musa 21 Zb: Garza 12 As: Atić 10   |  | Arena Gliwice, Gliwice Widownia: 1263 Sędziowie: Gvidas Gedvilas ( LTU), Martin Horozov ( BUL), Mehmet Karabilecen ( TUR) |

| 14 sierpnia 2023 17:30 | Raport | Węgry 74 – 86 Portugalia                                          | Węgry 74 – 86 Portugalia | Węgry 74 – 86 Portugalia                 |  | Arena Gliwice, Gliwice Widownia: 919 Sędziowie: Boris Krejić ( SLO), Ariadna Chueca ( ESP), Serhij Zaszczuk ( UKR) |
| 14 sierpnia 2023 17:30 | Raport | Rezultaty w kwartach: 21-22, 21-26, 23-19, 9-19                   |                          |                                          |  | Arena Gliwice, Gliwice Widownia: 919 Sędziowie: Boris Krejić ( SLO), Ariadna Chueca ( ESP), Serhij Zaszczuk ( UKR) |
| 14 sierpnia 2023 17:30 | Raport | Pkt: Vojvoda 16 Zb: Golomán 11 As: Karahodžić, Somogyi po 3 każdy |                          | Pkt: Brito 17 Zb: Delgado 6 As: Lisboa 7 |  | Arena Gliwice, Gliwice Widownia: 919 Sędziowie: Boris Krejić ( SLO), Ariadna Chueca ( ESP), Serhij Zaszczuk ( UKR) |

| 14 sierpnia 2023 20:30 | Raport | Bośnia i Hercegowina 76 – 85 Polska              | Bośnia i Hercegowina 76 – 85 Polska | Bośnia i Hercegowina 76 – 85 Polska                              |  | Arena Gliwice, Gliwice Widownia: 2859 Sędziowie: Nicolás Maestre ( FRA), Kerem Baki ( TUR), Gvidas Gedvilas ( LTU) |
| 14 sierpnia 2023 20:30 | Raport | Rezultaty w kwartach: 19-27, 18-23, 18-20, 21-15 |                                     |                                                                  |  | Arena Gliwice, Gliwice Widownia: 2859 Sędziowie: Nicolás Maestre ( FRA), Kerem Baki ( TUR), Gvidas Gedvilas ( LTU) |
| 14 sierpnia 2023 20:30 | Raport | Pkt: Nurkić 17 Zb: Nurkić 8 As: Atić 8           |                                     | Pkt: Ponitka, Sokołowski po 22 każdy Zb: Ponitka 9 As: Ponitka 7 |  | Arena Gliwice, Gliwice Widownia: 2859 Sędziowie: Nicolás Maestre ( FRA), Kerem Baki ( TUR), Gvidas Gedvilas ( LTU) |

| 16 sierpnia 2023 18:00 | Raport | Portugalia 65 – 78 Polska                        | Portugalia 65 – 78 Polska | Portugalia 65 – 78 Polska                                                          |  | Arena Gliwice, Gliwice Widownia: 2754 Sędziowie: Nicolás Maestre ( FRA), Radomir Vojinović ( MNE), Mehmet Karabilecen ( TUR) |
| 16 sierpnia 2023 18:00 | Raport | Rezultaty w kwartach: 10-17, 14-18, 17-18, 24-25 |                           |                                                                                    |  | Arena Gliwice, Gliwice Widownia: 2754 Sędziowie: Nicolás Maestre ( FRA), Radomir Vojinović ( MNE), Mehmet Karabilecen ( TUR) |
| 16 sierpnia 2023 18:00 | Raport | Pkt: Gameiro 11 Zb: Wojco 8 As: Lisboa 5         |                           | Pkt: trzech zawodników po 13 każdy Zb: Balcerowski, Milicić po 6 każdy As: Pluta 8 |  | Arena Gliwice, Gliwice Widownia: 2754 Sędziowie: Nicolás Maestre ( FRA), Radomir Vojinović ( MNE), Mehmet Karabilecen ( TUR) |

| 16 sierpnia 2023 21:00 | Raport | Węgry 78 – 103 Bośnia i Hercegowina              | Węgry 78 – 103 Bośnia i Hercegowina | Węgry 78 – 103 Bośnia i Hercegowina   |  | Arena Gliwice, Gliwice Widownia: 764 Sędziowie: Oskars Lucis ( LVA), Serhij Zaszczuk ( UKR), Ariadna Chueca ( ESP) |
| 16 sierpnia 2023 21:00 | Raport | Rezultaty w kwartach: 16-36, 12-21, 24-26, 26-20 |                                     |                                       |  | Arena Gliwice, Gliwice Widownia: 764 Sędziowie: Oskars Lucis ( LVA), Serhij Zaszczuk ( UKR), Ariadna Chueca ( ESP) |
| 16 sierpnia 2023 21:00 | Raport | Pkt: Perl 21 Zb: Golomán 5 As: Perl 5            |                                     | Pkt: Musa 26 Zb: Nurkić 10 As: Musa 7 |  | Arena Gliwice, Gliwice Widownia: 764 Sędziowie: Oskars Lucis ( LVA), Serhij Zaszczuk ( UKR), Ariadna Chueca ( ESP) |

Godziny meczów podane zostały według czasów lokalnych.

#### Faza finałowa
|  |                      |                      |          |             |    |                      |                      |       |
|  | Półfinał             | Półfinał             | Półfinał |             |    | Finał                | Finał                | Finał |
|  | Półfinał             | Półfinał             | Półfinał |             |    | Finał                | Finał                | Finał |
|  | 18 sierpnia          |                      |          |             |    |                      |                      |       |
|  |                      |                      |          |             |    |                      |                      |       |
|  | Bośnia i Hercegowina | Bośnia i Hercegowina | 86       |             |    |                      |                      |       |
|  | Bośnia i Hercegowina | Bośnia i Hercegowina | 86       | 20 sierpnia |    |                      |                      |       |
|  | Izrael               | Izrael               | 77       |             |    |                      |                      |       |
|  | Izrael               | Izrael               | 77       |             |    | Bośnia i Hercegowina | Bośnia i Hercegowina | 72    |
|  | 18 sierpnia          |                      |          |             |    | Bośnia i Hercegowina | Bośnia i Hercegowina | 72    |
|  |                      |                      | Polska   | Polska      | 76 |                      |                      |       |
|  | Polska               | Polska               | Polska   | Polska      | 76 | 93                   |                      |       |
|  | Polska               | Polska               |          |             |    |                      |                      |       |
|  | Estonia              | Estonia              | 83       |             |    |                      |                      |       |
|  | Estonia              | Estonia              | 83       |             |    |                      |                      |       |

##### Wyniki

###### Półfinały
| 18 sierpnia 2023 17:30 | Raport | Polska 93 – 83 Estonia                                             | Polska 93 – 83 Estonia | Polska 93 – 83 Estonia                     |  | Arena Gliwice, Gliwice Widownia: 2945 Sędziowie: Nicolás Maestre ( FRA), Radomir Vojinović ( MNE), Franko Gracin ( CRO) |
| 18 sierpnia 2023 17:30 | Raport | Rezultaty w kwartach: 22-18, 19-17, 22-21, 30-27                   |                        |                                            |  | Arena Gliwice, Gliwice Widownia: 2945 Sędziowie: Nicolás Maestre ( FRA), Radomir Vojinović ( MNE), Franko Gracin ( CRO) |
| 18 sierpnia 2023 17:30 | Raport | Pkt: Sokołowski 19 Zb: Balcerowski, Ponitka po 8 każdy As: Pluta 7 |                        | Pkt: Treier 18 Zb: Treier 6 As: Kullamäe 6 |  | Arena Gliwice, Gliwice Widownia: 2945 Sędziowie: Nicolás Maestre ( FRA), Radomir Vojinović ( MNE), Franko Gracin ( CRO) |

| 18 sierpnia 2023 20:30 | Raport | Bośnia i Hercegowina 86 – 77 Izrael              | Bośnia i Hercegowina 86 – 77 Izrael | Bośnia i Hercegowina 86 – 77 Izrael   |  | Arena Gliwice, Gliwice Widownia: 1260 Sędziowie: Oskars Lucis ( LVA), Zafer Yılmaz ( TUR), Sergii Zashchuk ( UKR) |
| 18 sierpnia 2023 20:30 | Raport | Rezultaty w kwartach: 20-22, 16-11, 23-19, 27-25 |                                     |                                       |  | Arena Gliwice, Gliwice Widownia: 1260 Sędziowie: Oskars Lucis ( LVA), Zafer Yılmaz ( TUR), Sergii Zashchuk ( UKR) |
| 18 sierpnia 2023 20:30 | Raport | Pkt: Garza 24 Zb: Nurkić 14 As: Musa 5           |                                     | Pkt: Sorkin 28 Zb: Sorkin 9 As: Ziv 8 |  | Arena Gliwice, Gliwice Widownia: 1260 Sędziowie: Oskars Lucis ( LVA), Zafer Yılmaz ( TUR), Sergii Zashchuk ( UKR) |

###### Finał
| 20 sierpnia 2023 14:15 | Raport | Bośnia i Hercegowina 72 – 76 Polska              | Bośnia i Hercegowina 72 – 76 Polska | Bośnia i Hercegowina 72 – 76 Polska            |  | Arena Gliwice, Gliwice Widownia: 5256 Sędziowie: Oskars Lucis ( LVA), Nicolas Maestre ( FRA), Zafer Yılmaz ( TUR) |
| 20 sierpnia 2023 14:15 | Raport | Rezultaty w kwartach: 23-23, 16-17, 15-14, 18-22 |                                     |                                                |  | Arena Gliwice, Gliwice Widownia: 5256 Sędziowie: Oskars Lucis ( LVA), Nicolas Maestre ( FRA), Zafer Yılmaz ( TUR) |
| 20 sierpnia 2023 14:15 | Raport | Pkt: Lazić 16 Zb: Nurkić 12 As: Atić 9           |                                     | Pkt: Sokołowski 16 Zb: Ponitka 8 As: Ponitka 5 |  | Arena Gliwice, Gliwice Widownia: 5256 Sędziowie: Oskars Lucis ( LVA), Nicolas Maestre ( FRA), Zafer Yılmaz ( TUR) |
| 20 sierpnia 2023 14:15 | Raport | Polska awansowała do turnieju kwalifikacyjnego   |                                     |                                                |  | Arena Gliwice, Gliwice Widownia: 5256 Sędziowie: Oskars Lucis ( LVA), Nicolas Maestre ( FRA), Zafer Yılmaz ( TUR) |

Godziny meczów podane zostały według czasów lokalnych.

### Turniej europejski II

#### Faza grupowa

##### Grupa C

###### Tabela
| Poz. | Reprezentacja | Pkt | Mecze | Mecze | Mecze | Punkty | Punkty | Punkty | Bilans bezpośrednich meczów |
| Poz. | Reprezentacja | Pkt | M     | Z     | P     | zdob.  | str.   | bilans | Bilans bezpośrednich meczów |
| ---- | ------------- | --- | ----- | ----- | ----- | ------ | ------ | ------ | --------------------------- |
| 1.   | Turcja        | 6   | 3     | 3     | 0     | 288    | 210    | +78    | -                           |
| 2.   | Ukraina       | 5   | 3     | 2     | 1     | 234    | 225    | +9     | -                           |
| 3.   | Islandia      | 4   | 3     | 1     | 2     | 234    | 257    | -23    | -                           |
| 4.   | Bułgaria      | 3   | 3     | 0     | 3     | 213    | 277    | -64    | -                           |

     awans do fazy finałowej

###### Wyniki
| 12 sierpnia 2023 17:00 | Raport | Ukraina 80 – 71 Bułgaria                                  | Ukraina 80 – 71 Bułgaria | Ukraina 80 – 71 Bułgaria                  | OT | Sinan Erdem Dome, Stambuł Sędziowie: Yohan Rosso ( FRA), Luis Castillo ( ESP), Michał Proc ( POL) |
| 12 sierpnia 2023 17:00 | Raport | Rezultaty w kwartach: 27-10, 13-19, 15-19, 13-20 OT: 12-3 |                          |                                           | OT | Sinan Erdem Dome, Stambuł Sędziowie: Yohan Rosso ( FRA), Luis Castillo ( ESP), Michał Proc ( POL) |
| 12 sierpnia 2023 17:00 | Raport | Pkt: Kowlar 25 Zb: Bobrow 11 As: Kowlar 7                 |                          | Pkt: Iwanow 18 Zb: Alipiew 10 As: Young 8 | OT | Sinan Erdem Dome, Stambuł Sędziowie: Yohan Rosso ( FRA), Luis Castillo ( ESP), Michał Proc ( POL) |

| 12 sierpnia 2023 20:00 | Raport | Turcja 99 – 72 Islandia                                                         | Turcja 99 – 72 Islandia | Turcja 99 – 72 Islandia                              |  | Sinan Erdem Dome, Stambuł Sędziowie: Manuel Mazzoni ( ITA), Ademir Zurapović ( BIH), Paulo Marques ( POR) |
| 12 sierpnia 2023 20:00 | Raport | Rezultaty w kwartach: 20-17, 34-14, 24-20, 21-21                                |                         |                                                      |  | Sinan Erdem Dome, Stambuł Sędziowie: Manuel Mazzoni ( ITA), Ademir Zurapović ( BIH), Paulo Marques ( POR) |
| 12 sierpnia 2023 20:00 | Raport | Pkt: Hazer, Yurtseven po 13 każdy Zb: Şengün, Yurtseven po 7 każdy As: Ulubay 4 |                         | Pkt: Gunnarsson 20 Zb: Guðmundsson 5 As: Birgisson 4 |  | Sinan Erdem Dome, Stambuł Sędziowie: Manuel Mazzoni ( ITA), Ademir Zurapović ( BIH), Paulo Marques ( POR) |

| 13 sierpnia 2023 18:00 | Raport | Islandia 69 – 82 Ukraina                                                | Islandia 69 – 82 Ukraina | Islandia 69 – 82 Ukraina                   |  | Sinan Erdem Dome, Stambuł Sędziowie: Manuel Mazzoni ( ITA), Péter Praksch ( HUN), Ilias Kounelles ( CYP) |
| 13 sierpnia 2023 18:00 | Raport | Rezultaty w kwartach: 18-17, 16-26, 16-23, 19-16                        |                          |                                            |  | Sinan Erdem Dome, Stambuł Sędziowie: Manuel Mazzoni ( ITA), Péter Praksch ( HUN), Ilias Kounelles ( CYP) |
| 13 sierpnia 2023 18:00 | Raport | Pkt: Hlinason 18 Zb: Hlinason 9 As: Guðmundsson, Steinarsson po 4 każdy |                          | Pkt: Kowlar 23 Zb: Krawcow 9 As: Kowlar 10 |  | Sinan Erdem Dome, Stambuł Sędziowie: Manuel Mazzoni ( ITA), Péter Praksch ( HUN), Ilias Kounelles ( CYP) |

| 13 sierpnia 2023 20:45 | Raport | Bułgaria 66 – 104 Turcja                        | Bułgaria 66 – 104 Turcja | Bułgaria 66 – 104 Turcja                      |  | Sinan Erdem Dome, Stambuł Sędziowie: Ademir Zurapović ( BIH), Marius Ciulin ( ROU), Ivor Matějek ( CZE) |
| 13 sierpnia 2023 20:45 | Raport | Rezultaty w kwartach: 13-28, 9-24, 26-29, 18-23 |                          |                                               |  | Sinan Erdem Dome, Stambuł Sędziowie: Ademir Zurapović ( BIH), Marius Ciulin ( ROU), Ivor Matějek ( CZE) |
| 13 sierpnia 2023 20:45 | Raport | Pkt: Simeonow 20 Zb: Alipiew 6 As: Karamfiłow 8 |                          | Pkt: Korkmaz 14 Zb: Yurtseven 11 As: Sipahi 6 |  | Sinan Erdem Dome, Stambuł Sędziowie: Ademir Zurapović ( BIH), Marius Ciulin ( ROU), Ivor Matějek ( CZE) |

| 15 sierpnia 2023 17:00 | Raport | Bułgaria 76 – 93 Islandia                        | Bułgaria 76 – 93 Islandia | Bułgaria 76 – 93 Islandia             |  | Sinan Erdem Dome, Stambuł Sędziowie: Marius Ciulin ( ROU), Dariusz Zapolski ( POL), Carsten Straube ( GER) |
| 15 sierpnia 2023 17:00 | Raport | Rezultaty w kwartach: 13-27, 19-23, 24-26, 20-17 |                           |                                       |  | Sinan Erdem Dome, Stambuł Sędziowie: Marius Ciulin ( ROU), Dariusz Zapolski ( POL), Carsten Straube ( GER) |
| 15 sierpnia 2023 17:00 | Raport | Pkt: Iwanow 16 Zb: Simeonow 9 As: Young 7        |                           | Pkt: Thorbjarnarson 17 Zb: Hlinason 8 |  | Sinan Erdem Dome, Stambuł Sędziowie: Marius Ciulin ( ROU), Dariusz Zapolski ( POL), Carsten Straube ( GER) |

| 15 sierpnia 2023 20:00 | Raport | Turcja 85 – 72 Ukraina                           | Turcja 85 – 72 Ukraina | Turcja 85 – 72 Ukraina                                       |  | Sinan Erdem Dome, Stambuł Sędziowie: Manuel Mazzoni ( ITA), Paulo Marques ( POR), Michał Proc ( POL) |
| 15 sierpnia 2023 20:00 | Raport | Rezultaty w kwartach: 25-25, 24-16, 21-14, 15-17 |                        |                                                              |  | Sinan Erdem Dome, Stambuł Sędziowie: Manuel Mazzoni ( ITA), Paulo Marques ( POR), Michał Proc ( POL) |
| 15 sierpnia 2023 20:00 | Raport | Pkt: Şengün 30 Zb: Yurtseven 15 As: Sipahi 7     |                        | Pkt: Miszuła 14 Zb: Bobrow, Krawcow po 6 każdy As: Krutous 6 |  | Sinan Erdem Dome, Stambuł Sędziowie: Manuel Mazzoni ( ITA), Paulo Marques ( POR), Michał Proc ( POL) |

Godziny meczów podane zostały według czasów lokalnych.

##### Grupa D

###### Tabela
| Poz. | Reprezentacja | Pkt | Mecze | Mecze | Mecze | Punkty | Punkty | Punkty | Bilans bezpośrednich meczów |
| Poz. | Reprezentacja | Pkt | M     | Z     | P     | zdob.  | str.   | bilans | Bilans bezpośrednich meczów |
| ---- | ------------- | --- | ----- | ----- | ----- | ------ | ------ | ------ | --------------------------- |
| 1.   | Chorwacja     | 6   | 3     | 3     | 0     | 274    | 203    | +71    | -                           |
| 2.   | Szwecja       | 5   | 3     | 2     | 1     | 237    | 266    | -29    | -                           |
| 3.   | Holandia      | 4   | 3     | 1     | 2     | 248    | 256    | -8     | -                           |
| 4.   | Belgia        | 3   | 3     | 0     | 3     | 209    | 243    | -34    | -                           |

     awans do fazy finałowej

###### Wyniki
| 13 sierpnia 2023 12:30 | Raport | Holandia 89 – 91 Szwecja                                     | Holandia 89 – 91 Szwecja | Holandia 89 – 91 Szwecja                                 | OT | Sinan Erdem Dome, Stambuł Sędziowie: Paulo Marques ( POR), Mihkel Männiste ( EST), Zdenko Tomašovič ( SVK) |
| 13 sierpnia 2023 12:30 | Raport | Rezultaty w kwartach: 20-18, 19-21, 22-27, 20-15 OT: 8-10    |                          |                                                          | OT | Sinan Erdem Dome, Stambuł Sędziowie: Paulo Marques ( POR), Mihkel Männiste ( EST), Zdenko Tomašovič ( SVK) |
| 13 sierpnia 2023 12:30 | Raport | Pkt: Franke 19 Zb: N'Guessan 9 As: van der Vuurst de Vries 7 |                          | Pkt: Pantzar 28 Zb: Njie, Ramstedt po 7 każdy As: Njie 6 | OT | Sinan Erdem Dome, Stambuł Sędziowie: Paulo Marques ( POR), Mihkel Männiste ( EST), Zdenko Tomašovič ( SVK) |

| 13 sierpnia 2023 15:15 | Raport | Chorwacja 86 – 55 Belgia                        | Chorwacja 86 – 55 Belgia | Chorwacja 86 – 55 Belgia                       |  | Sinan Erdem Dome, Stambuł Sędziowie: Yohan Rosso ( FRA), Luis Castillo ( ESP), Michał Proc ( POL) |
| 13 sierpnia 2023 15:15 | Raport | Rezultaty w kwartach: 18-8, 21-10, 30-13, 17-24 |                          |                                                |  | Sinan Erdem Dome, Stambuł Sędziowie: Yohan Rosso ( FRA), Luis Castillo ( ESP), Michał Proc ( POL) |
| 13 sierpnia 2023 15:15 | Raport | Pkt: Hezonja 22 Zb: Zubac 14 As: Smith 5        |                          | Pkt: Lecomte 16 Zb: De Ridder 11 As: Lecomte 4 |  | Sinan Erdem Dome, Stambuł Sędziowie: Yohan Rosso ( FRA), Luis Castillo ( ESP), Michał Proc ( POL) |

| 14 sierpnia 2023 17:00 | Raport | Belgia 76 – 78 Holandia                          | Belgia 76 – 78 Holandia | Belgia 76 – 78 Holandia                                                     |  | Sinan Erdem Dome, Stambuł Sędziowie: Ademir Zurapović ( BIH), Luis Castillo ( ESP), Marius Ciulin ( ROU) |
| 14 sierpnia 2023 17:00 | Raport | Rezultaty w kwartach: 16-20, 12-25, 27-12, 21-21 |                         |                                                                             |  | Sinan Erdem Dome, Stambuł Sędziowie: Ademir Zurapović ( BIH), Luis Castillo ( ESP), Marius Ciulin ( ROU) |
| 14 sierpnia 2023 17:00 | Raport | Pkt: Schwartz 19 Zb: De Ridder 7 As: Lecomte 2   |                         | Pkt: Edwards, Kloof po 16 każdy Zb: Edwards 8 As: van der Vuurst de Vries 6 |  | Sinan Erdem Dome, Stambuł Sędziowie: Ademir Zurapović ( BIH), Luis Castillo ( ESP), Marius Ciulin ( ROU) |

| 14 sierpnia 2023 20:00 | Raport | Szwecja 67 – 99 Chorwacja                                 | Szwecja 67 – 99 Chorwacja | Szwecja 67 – 99 Chorwacja                               |  | Sinan Erdem Dome, Stambuł Sędziowie: Manuel Mazzoni ( ITA), Yohan Rosso ( FRA), Paulo Marques ( POR) |
| 14 sierpnia 2023 20:00 | Raport | Rezultaty w kwartach: 22-24, 20-27, 7-21, 18-27           |                           |                                                         |  | Sinan Erdem Dome, Stambuł Sędziowie: Manuel Mazzoni ( ITA), Yohan Rosso ( FRA), Paulo Marques ( POR) |
| 14 sierpnia 2023 20:00 | Raport | Pkt: Clarance 29 Zb: Hook, Ramstedt po 6 każdy As: Njie 3 |                           | Pkt: Smith 24 Zb: Hezonja 7 As: Šarić, Zubac po 7 każdy |  | Sinan Erdem Dome, Stambuł Sędziowie: Manuel Mazzoni ( ITA), Yohan Rosso ( FRA), Paulo Marques ( POR) |

| 16 sierpnia 2023 17:00 | Raport | Holandia 81 – 89 Chorwacja                                                                    | Holandia 81 – 89 Chorwacja | Holandia 81 – 89 Chorwacja             |  | Sinan Erdem Dome, Stambuł Sędziowie: Manuel Mazzoni ( ITA), Marius Ciulin ( ROU), Carsten Straube ( GER) |
| 16 sierpnia 2023 17:00 | Raport | Rezultaty w kwartach: 15-28, 21-20, 26-20, 19-21                                              |                            |                                        |  | Sinan Erdem Dome, Stambuł Sędziowie: Manuel Mazzoni ( ITA), Marius Ciulin ( ROU), Carsten Straube ( GER) |
| 16 sierpnia 2023 17:00 | Raport | Pkt: Franke 22 Zb: Edwards, N'Guessan po 8 każdy As: Mast, van der Vuurst de Vries po 4 każdy |                            | Pkt: Zubac 21 Zb: Šarić 6 As: Šarić 12 |  | Sinan Erdem Dome, Stambuł Sędziowie: Manuel Mazzoni ( ITA), Marius Ciulin ( ROU), Carsten Straube ( GER) |

| 16 sierpnia 2023 20:00 | Raport | Belgia 78 – 79 Szwecja                           | Belgia 78 – 79 Szwecja | Belgia 78 – 79 Szwecja                      |  | Sinan Erdem Dome, Stambuł Sędziowie: Ademir Zurapović ( BIH), Paulo Marques ( POR), Lorenzo Baldini ( ITA) |
| 16 sierpnia 2023 20:00 | Raport | Rezultaty w kwartach: 23-18, 21-25, 21-22, 13-14 |                        |                                             |  | Sinan Erdem Dome, Stambuł Sędziowie: Ademir Zurapović ( BIH), Paulo Marques ( POR), Lorenzo Baldini ( ITA) |
| 16 sierpnia 2023 20:00 | Raport | Pkt: De Ridder 17 Zb: De Ridder 9 As: Schwartz 8 |                        | Pkt: Clarance 21 Zb: Spires 7 As: Pantzar 5 |  | Sinan Erdem Dome, Stambuł Sędziowie: Ademir Zurapović ( BIH), Paulo Marques ( POR), Lorenzo Baldini ( ITA) |

Godziny meczów podane zostały według czasów lokalnych.

#### Faza finałowa
|  |             |           |           |             |    |        |        |       |
|  | Półfinał    | Półfinał  | Półfinał  |             |    | Finał  | Finał  | Finał |
|  | Półfinał    | Półfinał  | Półfinał  |             |    | Finał  | Finał  | Finał |
|  | 18 sierpnia |           |           |             |    |        |        |       |
|  |             |           |           |             |    |        |        |       |
|  | Szwecja     | Szwecja   | 84        |             |    |        |        |       |
|  | Szwecja     | Szwecja   | 84        | 20 sierpnia |    |        |        |       |
|  | Turcja      | Turcja    | 105       |             |    |        |        |       |
|  | Turcja      | Turcja    | 105       |             |    | Turcja | Turcja | 71    |
|  | 18 sierpnia |           |           |             |    | Turcja | Turcja | 71    |
|  |             |           | Chorwacja | Chorwacja   | 84 |        |        |       |
|  | Chorwacja   | Chorwacja | Chorwacja | Chorwacja   | 84 | 85     |        |       |
|  | Chorwacja   | Chorwacja |           |             |    |        |        |       |
|  | Ukraina     | Ukraina   | 70        |             |    |        |        |       |
|  | Ukraina     | Ukraina   | 70        |             |    |        |        |       |

##### Wyniki

###### Półfinały
| 18 sierpnia 2023 17:00 | Raport | Chorwacja 85 – 70 Ukraina                                    | Chorwacja 85 – 70 Ukraina | Chorwacja 85 – 70 Ukraina                                    |  | Sinan Erdem Dome, Stambuł Sędziowie: Paulo Marques ( POR), Michał Proc ( POL), Marius Ciulin ( ROU) |
| 18 sierpnia 2023 17:00 | Raport | Rezultaty w kwartach: 24-17, 18-19, 26-16, 17-18             |                           |                                                              |  | Sinan Erdem Dome, Stambuł Sędziowie: Paulo Marques ( POR), Michał Proc ( POL), Marius Ciulin ( ROU) |
| 18 sierpnia 2023 17:00 | Raport | Pkt: Hezonja 22 Zb: Šarić 8 As: trzech zawodników po 3 każdy |                           | Pkt: Kowlar 20 Zb: trzech zawodników po 4 każdy As: Kowlar 8 |  | Sinan Erdem Dome, Stambuł Sędziowie: Paulo Marques ( POR), Michał Proc ( POL), Marius Ciulin ( ROU) |

| 18 sierpnia 2023 20:00 | Raport | Szwecja 84 – 105 Turcja                          | Szwecja 84 – 105 Turcja | Szwecja 84 – 105 Turcja                      |  | Sinan Erdem Dome, Stambuł Sędziowie: Lorenzo Baldini ( ITA), Dariusz Zapolski ( POL), Carsten Straube ( ITA) |
| 18 sierpnia 2023 20:00 | Raport | Rezultaty w kwartach: 19-26, 23-30, 15-24, 27-25 |                         |                                              |  | Sinan Erdem Dome, Stambuł Sędziowie: Lorenzo Baldini ( ITA), Dariusz Zapolski ( POL), Carsten Straube ( ITA) |
| 18 sierpnia 2023 20:00 | Raport | Pkt: Clarance 19 Zb: Clarance 6 As: Njie 14      |                         | Pkt: Korkmaz 18 Zb: Yurtseven 9 As: Ulubay 6 |  | Sinan Erdem Dome, Stambuł Sędziowie: Lorenzo Baldini ( ITA), Dariusz Zapolski ( POL), Carsten Straube ( ITA) |

###### Finał
| 20 sierpnia 2023 20:00 | Raport | Turcja 71 – 84 Chorwacja                                                         | Turcja 71 – 84 Chorwacja | Turcja 71 – 84 Chorwacja                 |  | Sinan Erdem Dome, Stambuł Sędziowie: Paulo Marques ( POR), Lorenzo Baldini ( ITA), Michał Proc ( POL) |
| 20 sierpnia 2023 20:00 | Raport | Rezultaty w kwartach: 14-24, 15-24, 26-18, 16-18                                 |                          |                                          |  | Sinan Erdem Dome, Stambuł Sędziowie: Paulo Marques ( POR), Lorenzo Baldini ( ITA), Michał Proc ( POL) |
| 20 sierpnia 2023 20:00 | Raport | Pkt: Korkmaz 19 Zb: Bitim, Yurtseven po 7 każdy As: trzech zawodników po 3 każdy |                          | Pkt: Šarić 22 Zb: Šarić 11 As: Kapusta 6 |  | Sinan Erdem Dome, Stambuł Sędziowie: Paulo Marques ( POR), Lorenzo Baldini ( ITA), Michał Proc ( POL) |
| 20 sierpnia 2023 20:00 | Raport | Chorwacja awansowała do turnieju kwalifikacyjnego                                |                          |                                          |  | Sinan Erdem Dome, Stambuł Sędziowie: Paulo Marques ( POR), Lorenzo Baldini ( ITA), Michał Proc ( POL) |

Godziny meczów podane zostały według czasów lokalnych.